# John Cena
John Felix Anthony Cena (West Newbury, Massachusetts; 23 de abril de 1977) es un luchador profesional, actor y autor estadounidense que primero saltó a la fama en la organización World Wrestling Entertainment (WWE) y luego tuvo éxito en películas y libros.
Cena comenzó a levantar pesas cuando era preadolescente y luego decidió seguir una carrera en culturismo. En 1998 se licenció en fisiología del ejercicio en el Springfield College de Massachusetts. Después de mudarse a California, lo animaron a tomar clases de lucha libre. Cena había crecido viendo lucha libre profesional y su padre, que adoptó el nombre de Johnny Fabulous, era locutor de este deporte de entretenimiento en Massachusetts. En 2000, Cena comenzó su carrera de lucha libre profesional bajo el nombre de «The Prototype».
El ascenso de Cena a los niveles más altos de la lucha libre fue rápido. El mismo año de su debut, ganó el campeonato de peso pesado de Ultimate Pro Wrestling y llamó la atención de la WWE. Posteriormente firmó con la organización Ohio Valley Wrestling (OVW), que en ese entonces era una academia de entrenamiento para la WWE. Después de capturar el campeonato de peso pesado de la OVW en 2002, Cena comenzó a participar en eventos de la WWE. Al principio actuó en la división SmackDown. Después de ganar el campeonato de la WWE en 2005, se unió a la división Raw, que no sólo perfila a los luchadores más populares sino que también desarrolla historias más detalladas.
Durante su carrera de lucha libre, Cena ganó 17 campeonatos mundiales de WWE y se convirtió en el luchador con más campeonatos superando el récord de Ric Flair. Recibió muchos apodos, incluido el de "Hombre perfecto", "Doctor en Thuganomía" y "Soldado encadenado". Sus movimientos característicos incluían el "spinebuster", en el que levantaba a su oponente, lo hacía girar y lo dejaba caer. En el "ajuste de actitud", Cena levantaba a su oponente y lo volteaba de cabeza sobre su espalda.
Simultáneamente con su carrera como luchador profesional, Cena comenzó a actuar. Sus largometrajes incluyeron las películas de acción The Marine (2006), 12 Rounds (2009), The Reunion (2011) y F9: The Fast Saga y The Suicide Squad (ambas de 2021). También demostró ser un experto en la comedia, apareciendo en Trainwreck (2015), dirigida por Judd Apatow y protagonizada por Amy Schumer; Bloqueadores (2018); Jugando con fuego (2019); y Amigos de vacaciones (2021). Cena prestó su voz a personajes de las películas Ferdinand (2017) y Dolittle (2020). Más tarde interpretó al personaje principal de Peacemaker (2022–), una serie de televisión basada en un superhéroe de DC Comics. En 2023 apareció en Barbie, una historia sobre la mayoría de edad de la famosa muñeca dirigida por Greta Gerwig. Además, él y su primo Tha Trademarc lanzaron un álbum de rap, You Can't See Me, en 2005. Debutó en la lista Billboard 200 en el número 15.
En 2018, Cena lanzó su primer libro para niños, Elbow Grease, sobre un camión monstruo. Siguió con varios libros más de la serie, incluidos Elbow Grease vs. Motozilla (2019) y Fast Friends (2020). En 2021 publicó los libros de autoayuda Sea un trabajo en progreso: y otras cosas que me gustaría contarle a mi yo más joven y Hacer lo mejor que pueda todos los días para hacer lo mejor que pueda todos los días: palabras alentadoras de John Cena, el último de los cuales era para lectores más jóvenes.

## Primeros años
John Cenanació el 23 de abril de 1977 en West Newbury, Massachusetts, hijo de Carol (de soltera Lupien) y John Joseph Cena.Su madre es de ascendencia inglesa y francocanadiense, mientras que su padre, un exlocutor de ring de Chaotic Wrestling, tiene ascendencia italiana. Su abuelo materno fue el jugador de béisbol Tony Lupien, mientras que su bisabuelo materno fue el empresario Ulysses J. Lupien. Es el segundo mayor de cinco hermanos: Dan, Matt, Steve y Sean. Como fanático de la lucha libre mientras crecía, crearía cinturones de campeonato con cartón para él y sus hermanos. Es primo de la científica informática Natalie Enright Jerger y se crio como católico. Cena fue objeto de burlas y palizas mientras estaba en la escuela, y pidió un banco de levantamiento de pesas a la edad de 12 años.
Cena asistió a Central Catholic High School en Lawrence, Massachusetts, antes de transferirse a Cushing Academy, un internado privado en Ashburnham, Massachusetts. Luego asistió a Springfield College en Springfield, Massachusetts, donde fue un centro All-American de la División III de la NCAA y capitán en su equipo de fútbol universitario, con el número 54. Se graduó de Springfield College en 1999 con un título en fisiología del ejercicio y movimiento corporal, después de lo cual siguió una carrera de culturismo y trabajó como conductor de limusina. Cena trabajaba en el área de tiendas de Gold's Gym por $6 la hora.

## Carrera como luchador profesional

### Ultimate Pro Wrestling (1998-2001)
John Cena empezó a entrenar para ser un luchador profesional en 1998, bajo la tutela de Tom Howard en la Ultimate Pro Wrestling (UPW). Una vez allí, comenzó a usar el gimmick de un semi-cyborg conocido como The Prototype. Este período de su carrera fue guardado en el programa de Discovery Channel Inside Pro Wrestling School. Mientras estuvo en la promoción, logró ganar el Campeonato de Peso pesado de la UPW.

### World Wrestling Federation/Entertainment/WWE (2001-presente)

#### Ohio Valley Wrestling (2001-2002)
En el 2001, John Cena firmó con la World Wrestling Federation (WWF) un contrato de desarrollo, siendo enviado al territorio de desarrollo de entonces, la Ohio Valley Wrestling (OVW), donde continuó entrenando. Durante su estancia en la OVW, peleó bajo los nombres de The Prototype y Mr. P. Ahí empezó a luchar junto a Rico, con quien ganó el Campeonato Sureño en Parejas de la OVW al derrotar a Dysciples of Synn. Sin embargo, lo perdieron el 30 de octubre ante Minnesota Stretching Crew (Shelton Benjamin & Brock Lesnar). El 20 de febrero de 2002 ganó el Campeonato Peso Pesado de la OVW al derrotar a Leviathan, el cual retuvo durante tres meses hasta que el 15 de mayo lo perdió ante Nova.

#### The Doctor of Thuganomics (2002-2005)

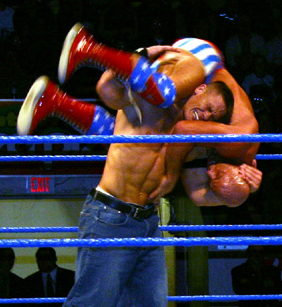
Cena debutó en la WWE enfrentándose a Kurt Angle, quien se convirtió en una de sus mayores rivalidades en su carrera, teniendo varios feudos, algunos involucrando el Campeonato de la WWE.

Poco después de perder el título, fue llamado al roster principal, debutando en la WWE el 27 de junio del 2002, enfrentándose a Kurt Angle en respuesta a un reto que este había lanzado, perdiendo la lucha tras un «Roll-up». Poco tiempo después, tuvo su primer feudo con Chris Jericho, con quien se enfrentó en varios programas de SmackDown! y venció en Vengeance. En octubre se unió a Billy Kidman para participar en un torneo para coronar a los primeros Campeones en Parejas de la WWE, pero perdieron en la primera ronda. La siguiente semana atacó a Kidman, culpándolo por la derrota sufrida y cambiando a heel. Después del ataque de Kidman, en Halloween se disfrazó de rapero, quedándose después con ese gimmick. En la primera mitad del 2003, Cena retó en varias ocasiones al entonces Campeón de la WWE Brock Lesnar. Durante ese feudo, estrenó un nuevo movimiento especial, el FU. Finalmente tuvo su lucha con Lesnar en Backlash 2003 ganando un torneo, pero no pudo ganar el campeonato. Después de ser derrotado por The Undertaker en Vengeance, a final de año tuvo un feudo con Kurt Angle que los llevaría a una lucha en No Mercy, donde Angle forzó a Cena a rendirse con su «Angle Lock». En el transcurso de la rivalidad, Cena cambió a face. Ambos lucharon juntos como parte del Team Angle en Survivor Series, donde sobrevivió junto a Chris Benoit.

A principios de 2004, participó en la Royal Rumble, donde estuvo entre los 6 participantes finales, pero fue eliminado por el campeón de los Estados Unidos Big Show. Debido a su eliminación, empezaron un feudo, teniendo su primer enfrentamiento en un PPV en No Way Out, donde Cena, Show y Kurt Angle se enfrentaron por una oportunidad por el Campeonato de la WWE en WrestleMania XX. Sin embargo, el ganador fue Angle, quien forzó a Cena a rendirse. Después peleó por el Campeonato de los Estados Unidos de Big Show en WrestleMania XX, ganando el campeonato Cena. Luego empezó un feudo con René Duprée, reteniendo el Campeonato frente a él en Judgment Day. Cena luego volvió a defender con éxito el Campeonato frente a Duprée, Booker T y Rob Van Dam en The Great American Bash. Sin embargo, en julio tuvo una serie de encuentros con el General Manager de SmackDown!, Kurt Angle, le quitó el campeonato después de que Cena lo atacara.

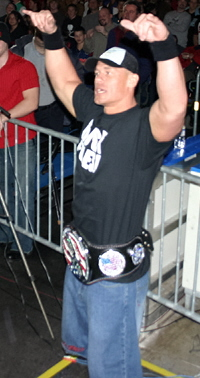
Cena usando su renovado Campeonato de los Estados Unidos.

Para recuperar el campeonato, participó el 27 de julio en SmackDown! en una Battle Royal, pero fue ganada por Booker T. Al ganar el campeonato, ambos tuvieron un feudo donde se jugaron el título en una serie de enfrentamientos al mejor de 5. El primer combate entre ambos fue en SummerSlam, donde Cena se alzó con la victoria. El segundo combate, celebrado el 24 de agosto en SmackDown, fue ganado por Booker T. El tercero se celebró el 27 de agosto en un evento en vivo, siendo ganado también por el campeón. Sin embargo, el 14 de septiembre, empataron cuando Cena ganó el cuarto enfrentamiento, organizándose un combate de desempate. Finalmente, recuperó el campeonato en No Mercy al ganar el último enfrentamiento de las series. Sin embargo, perdió el campeonato cinco días después, cuando el debutante Carlito le venció en una lucha titular, por lo que ambos empezaron un feudo, donde Cena fue acusado de protagonizar una lucha en un bar con un amigo de Carlito, llamado Jesús. Durante la pelea, Jesús lesionó a Cena (Kayfabe), por lo que estuvo un mes fuera del ring. En realidad, esta lesión se usó para explicar su ausencia de televisión, ya que estaba grabando su primera película, The Marine. Hizo su regreso el 18 de noviembre de 2004, recuperando el Campeonato de los Estados Unidos al vencer a Carlito. Tras su victoria, Cena tuvo un fuerte push, creándole un campeonato personalizado, con forma de disco de hip-hop, accorde a su gimmick.

#### Campeón de la WWE (2005-2007)
A principios de 2005 participó en Royal Rumble, esta vez quedando dentro de los dos participantes finales. Tanto él como el luchador de RAW Batista fueron eliminados al mismo tiempo, haciendo que la lucha terminara, pero Vince McMahon ordenó que la lucha se reiniciara entre ambos luchadores, donde Batista resultó ganador. A pesar de su derrota, fue seleccionado como uno de los luchadores que participarían en el torneo para enfrentarse al Campeón de la WWE John «Bradshaw» Layfield en WrestleMania 21. El 15 de febrero en SmackDown derrotó a Booker T en la semifinal y en No Way Out derrotó a Kurt Angle en la final, ganando la oportunidad titular en WrestleMania. Como retador, inició un feudo con el entonces Campeón de la WWE, John Bradshaw Layfield, quien era el líder del stable The Cabinet. Durante este feudo, Cena tuvo que enfrentarse a sus luchadores, algunas veces en desventaja, perdiendo el Campeonato de los Estados Unidos frente a Orlando Jordan, miembro del stable, destrozando él y JBL el diseño personalizado de Cena. En WrestleMania 21, derrotó a JBL, ganando con esto el Campeonato de la WWE, su primer campeonato mundial. Al igual que con el Campeonato de los Estados Unidos, estrenó un diseño personalizado del título de la WWE. Esto causó el enfado de JBL, quien empezó a aparecer en los eventos con la antigua correa, proclamándose el auténtico campeón. Esto les llevó a un combate de revancha en Judgment Day en un «I Quit» Match. En el evento, Cena se proclamó vencedor cuando forzó a Layfield a rendirse, consiguiendo ambas correas, retirando la vieja y estableciendo su diseño como el diseño oficial del título.
Cena fue trasladado a Raw el 6 de junio de 2005, como parte del Draft, siendo el primer luchador seleccionado por el general Manager Eric Bischoff. Sin embargo, empezó un feudo con él nada más llegar cuando se opuso a participar en su "guerra" contra la Extreme Championship Wrestling (ECW) en One Night Stand. Gracias al poder de Bischoff, consiguió poner trabas a la carrera de Cena en Raw, dándole a Chris Jericho varias oportunidades por el título. A pesar de que Cena ejercía durante el feudo como face y Jericho, como heel, gran parte del público empezó a abuchearle y a aplaudir a Jericho. El público se volvió más enérgico cuando tuvo su siguiente feudo, esta vez con Kurt Angle. Cena retuvo el campeonato en Vengeance ante Jericho y Christian. Continuando su feudo con Jericho, volvió a enfrentarse a él en SummerSlam, volviendo a derrotarle. Finalmente, el 22 de agosto en Raw, Bischoff le dio a Jericho su última oportunidad, donde si no ganaba, sería despedido. En el programa, Cena logró derrotar a Jericho de nuevo, siendo este despedido de la empresa. Debido a estos abucheos constantes, el equipo de anunciadores empezaron a presentar a Cena como un "campeón controversial" debido a su estilo de lucha y a su forma de vestir. Su siguiente feudo fue con Kurt Angle, ante quien retuvo el campeonato en Unforgiven por descalificación, ya que golpeó a Angle con el título. Debido a esta victoria polémica, se le concedió a Angle otra oportunidad en Taboo Tuesday contra Angle en una lucha que incluía a Shawn Michaels, en la cual retuvo el campeonato. Cena y Angle se enfrentaron por tercera vez en Survivor Series un mes después, donde volvió a retener el campeonato. La noche siguiente, Cena añadió a su repertorio un nuevo movimiento final, el movimiento de sumisión STFU (un Stepover Toehold Sleeper) cuando fue incluido en un combate contra Angle y Chris Masters donde solo podía ganar por sumisión, debido a que ambos tenían movimientos finales basados en sumisiones. Sin embargo, Cena logró retener el título.

Edge ha sido uno de los mayores rivales de la carrera de Cena.

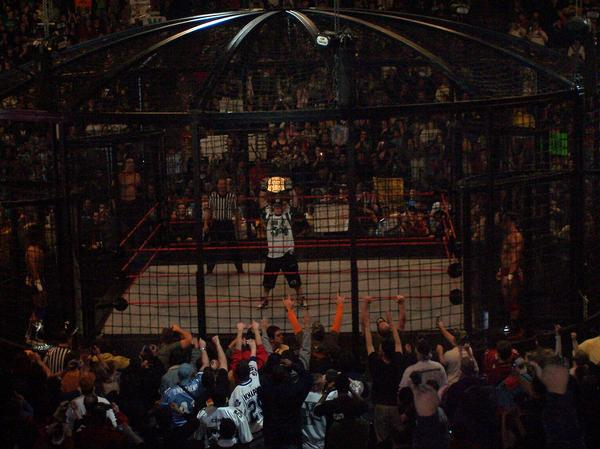
Cena entrando en la Elimination Chamber como Campeón de la WWE en New Year's Revolution, donde perdería el título ante Edge.

Finalmente, en el evento New Year's Revolution perdió el Campeonato de la WWE, terminando su reinado de 280 días. En principio, defendió el título con éxito en la Elimination Chamber ante Carlito, Kane, Chris Masters, Kurt Angle y Shawn Michaels. Sin embargo, tras el combate, Edge canjeó su Money in the Bank por una pelea por el título, aplicándole dos Spear y ganándole el Campeonato de la WWE. Tres semanas después, en el Royal Rumble, derrotó a Edge en un combate de revancha, recuperándolo.
Al recuperar el campeonato, empezó un feudo con el retador Triple H, durante el cual el público empezó a abuchear a Cena y a apoyar al heel Triple H. Cena le derrotó en Wrestlemania 22 por sumisión para retener el campeonato. Estas victorias ante Triple H y Edge, quien no había tenido un combate de revancha, causó que en Backlash defendiera el título ante ambos, el cual consiguió retener. Las reacciones negativas del público se intensificaron cuando se enfrentó a Rob Van Dam. Van Dam, como ganador del Money in the Bank, tenía una oportunidad por el título cuando él quisiera, eligiendo como momento el evento One Night Stand. El evento se hizo como tributo a la antigua empresa ECW, de la cual Van Dam fue luchador, en el recinto clásico de la empresa, el Hammerstein Ballroom, esa noche perdió el título ante Van Dam después de que Edge interfiriera en la lucha.
Tras derrotar al amigo de Van Dam, Sabu, en Vengeance, intentó recuperar el 3 de julio en RAW el título en un combate contra Van Dam y Edge, pero fue ganada por Edge, reavivando el feudo entre Cena y Edge de principios de año. Después de que Edge retuviera el título de manera polémica en Saturday Night Main Event al descalificarse para retenerlo y en SummerSlam al usar unos puños americanos, recuperaría el título en Unforgiven en un TLC Match (la especialidad de Edge) en el Air Canada Centre de Toronto, Ontario, Canadá, el hogar de Edge, donde si Cena perdía, debería irse a SmackDown.
Mientras tenía el feudo con Edge, también fue introducido en un ángulo entre las tres marcas de la WWE (RAW, SmackDown y ECW) para determinar al Campeón de Campeones, es decir, el campeón más fuerte de las tres marcas. Esto hizo que se enfrentara en Cyber Sunday al Campeón Mundial Peso Pesado King Booker y al Campeón Mundial de la ECW The Big Show, donde los fanes votarían cual de los tres campeonatos estaría en juego. Al mismo tiempo, tuvo un feudo con el cantante Kevin Federline, quien acompañaba a Johnny Nitro y Melina. Después de golpear a Federline en Raw, Federline atacó a Cena en Cyber Sunday con el Campeonato Mundial Peso Pesado, ayudando a Booker a retener el título.«2007 Wrestling Almanac & Book of Facts». Wrestling’s Historical Cards (Kappa Publishing). 2007. pp. 121-122. Cena comenzó un feudo con Big Show, ganándole en la pelea a eliminación entre equipos de Survivor Series 2006, donde estuvo como capitán de su propio equipo, el cual contaba con Kane, Bobby Lashley, Rob Van Dam y Sabu y el de Show, con Finlay, Montel Vontavious Porter, Umaga, Test y Big Show, quedando como supervivientes de su equipo él mismo y Lashley. En Armageddon 2006 formó pareja con Batista, derrotando a Finlay y King Booker.

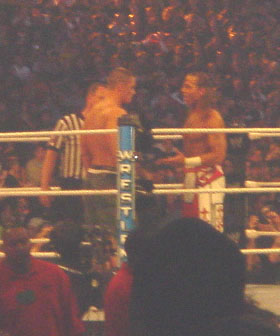
Cena encarándose a Shawn Michaels antes de su combate en Wrestlemania 23.

A finales de 2006, empezó un feudo con el invicto Umaga por el Campeonato de la WWE. En el primer Raw de 2007, terminó su feudo con Federline, cuando fue derrotado después de que Umaga le atacara. Sin embargo, esa misma noche, Cena terminó aplicándole un FU a Federline. Este feudo con Umaga les llevó a un combate en New Year's Revolution, donde logró retener el título y acabar con el invicto de 8 meses de Umaga. Más tarde, en Royal Rumble, tuvieron un segundo combate en un Last Man Standing match, reteniendo de nuevo el campeón. Después empezó un feudo con Shawn Michaels después de que derrotara a Randy Orton y a Edge para nombrarse retador por el título en WrestleMania 23. Durante su feudo, ambos derrotaron en RAW a Rated-RKO (Orton & Edge) por el Campeonato Mundial en Parejas, ganando la lucha y consiguiendo el título, siendo Cena doble campeón. En No Way Out, Cena & Michaels se enfrentaron a Batista & Undertaker en un enfrentamiento entre rivales para WrestleMania (Batista y Undertaker tenían otro combate pactado), ganando los primeros. El 1 de abril, en WrestleMania 23, defendió su título ante Shawn Michaels, donde Cena venció tras aplicarle el STF. Al día siguiente en RAW, Michaels traicionó a Cena, perdiendo ambos el Campeonato Mundial en Parejas frente a The Hardys en una Battle Royal de equipos. En Backlash puso su título en juego ante Orton, Edge y Michaels. Durante el combate, Michaels le aplicó una Sweet Chin Music a Cena, quien cayó sobre Orton. Debido a que le había aplicado Edge una Spear, Orton no pudo levantarse y el árbitro contabilizó esto como un Pinfall, dándole la victoria a Cena. El 23 de abril en Raw, terminó su feudo con Michaels cuando se enfrentaron en un combate de una hora de duración, siendo derrotado.
Su feudo se detuvo cuando, durante las ediciones de Raw, un luchador atacó a Orton y Edge. Finalmente, se reveló que ese luchador era The Great Khali, quien exigía una oportunidad por el título, la cual consiguió al derrotar a Michaels. En Judgment Day 2007, logró retener el título al forzar a rendirse con la STF, siendo el primer luchador que derrotaba a Khali por sumisión. Durante esa rendición, el pie de Khali estuvo en la cuerda inferior, lo que el árbitro no vio, por lo que reclamó revancha. Ambos volvieron a enfrentarse en Saturday Night's Main Event en un combate no titular, donde Cena fue derrotado. Sin embargo, en One Night Stand, Cena le derrotó en un Falls Count Anywhere match después de aplicarle un FU desde una grúa.
Luego, empezó un feudo con Bobby Lashley. Lashley fue traspasado a Raw, perdiendo el Campeonato de la ECW. A su llegada a la marca, Lashley exigió un combate por el título. Sin embargo, los luchadores Mick Foley, King Booker y Randy Orton también pidieron una oportunidad por el título, siéndoles concedida a todos en Vengeance. Sin embargo, Cena volvió a retener el Campeonato de la WWE. Un mes después, se enfrentó individualmente a Lashley en Great American Bash, terminando su feudo. Después empezó un feudo con Orton, peleando en SummerSlam 2007 y Unforgiven 2007, venciendo Cena en la primera y perdiendo por descalificación en la segunda, reteniendo su campeonato en ambas ocasiones.
El 2 de octubre de 2007 fue anunciado en WWE.com que Cena sufrió una grave lesión, un desgarro en su pectoral mayor, por lo cual debió dejar su Campeonato de la WWE vacante, terminando con su reinado de 380 días. Debido a esta lesión, Cena estuvo en rehabilitación 4 meses. En el evento especial realizado el 7 de diciembre, televisado el 24 de diciembre, por la WWE llamado Tribute to the Troops, Cena hizo una aparición vestido de Papá Noel, atacando a Mr. McMahon.

#### Campeón Mundial Peso Pesado (2008-2010)
Hizo su regreso de la lesión como un participante sorpresa del Royal Rumble, donde entró como el número 30, ganando la lucha tras eliminar a Triple H. Esto hizo que continuara su feudo con Randy Orton, quien era el campeón de la WWE. En vez de esperar hasta WrestleMania XXIV, decidió canjear su oportunidad por el título en No Way Out, donde ganó por descalificación, por lo que no ganó el título. La noche siguiente del evento, le fue concedida otra oportunidad por el título en WrestleMania XXIV contra Orton y el otro retador Triple H, pero perdió el combate al ser cubierto por Orton. Su siguiente oportunidad la tuvo al mes siguiente, en Backlash, donde se enfrentó a Orton, Triple H y John "Bradshaw" Layfield. Durante el combate, logró eliminar a JBL por sumisión al aplicarle el STF, pero Orton le aplicó su Running Punt Kick, eliminándole inmediatamente. Su eliminación del combate hizo que JBL y Cena volvieran a enfrentarse los tres meses siguientes. El primer combate tuvo lugar en Judgment Day, donde Cena resultó vencedor. El segundo fue en One Night Stand en un First Blood match, donde Cena volvió a ganar tras hacerle sangrar. Sin embargo, perdió en un Parking Lot Brawl en The Great American Bash en julio.
Entre One Night Stand y The Great American Bash, se enfrentó en Night of Champions a Triple H con el Campeonato de la WWE en juego, pelea que ganó Triple H. Posteriormente, tuvo un feudo con Batista cuando se pactó un combate entre ambos en SummerSlam. El 4 de agosto en Raw, ambos ganaron el Campeonato Mundial en Parejas al derrotar a Cody Rhodes & Ted DiBiase, pero lo perdieron a la semana siguiente ante los excampeones. En el evento, Batista le derrotó. Poco después, fue asignado, junto a Batista, como uno de los cuatro retadores al Campeonato Mundial Peso Pesado de CM Punk en Unforgiven. Sin embargo, sufrió una hernia discal en su cuello, lo que necesitó cirugía, por lo que fue sacado del combate. Esta lesión le fue achacada a su combate en SummerSlam contra Batista. Regresó en Survivor Series, derrotando a Chris Jericho y ganando el Campeonato Mundial Peso Pesado por primera vez en su carrera. Continuando su feudo entre ambos, Jericho reclamó su revancha en Armageddon, donde volvió a derrotarle.

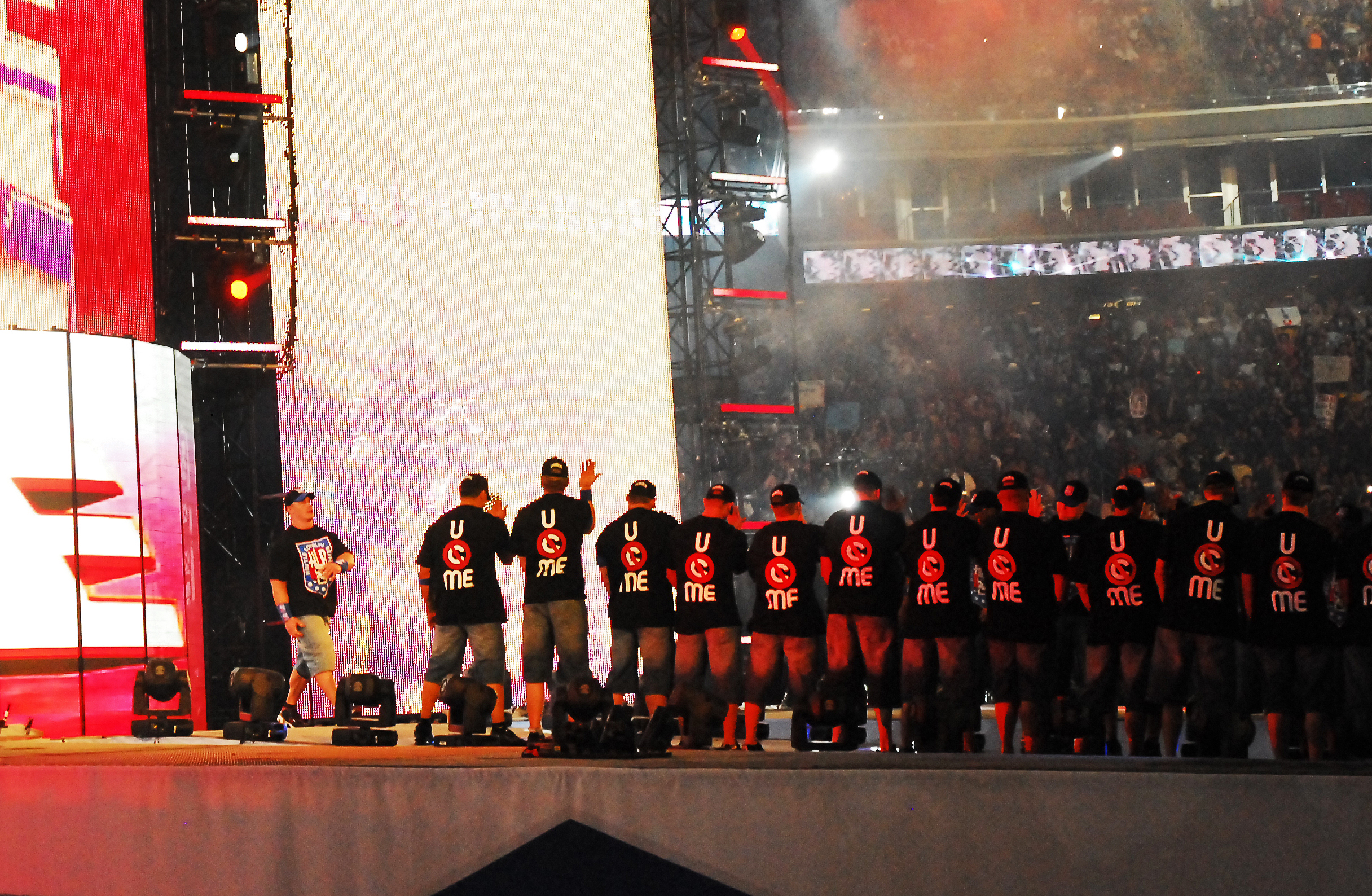
Cena haciendo su entrada a WrestleMania XXV entre varias personas vestidas como él.

Después de defender el título en Royal Rumble ante JBL, lo perdió en la Elimination Chamber de No Way Out, donde fue eliminado por el ganador del combate Edge. Debido a esto, pidió su revancha en WrestleMania XXV, donde se enfrentó a Edge y The Big Show por el título, saliendo victorioso y ganando el campeonato por segunda vez, durante la lucha Cena intentó aplicarle un Attitude Adjustement a Edge y Big Show juntos pero no lo logró, sin embargo si se lo hizo a Big Show y luego a Edge que cayó encima del ya derribado Big Show. Sin embargo, lo volvió a perder en Backlash ante Edge en una Last Man Standing Match debido a una intervención de Show, quién lo lanzó contra un reflector, haciendo que Cena perdiera nuevamente el título y lesionándolo por un tiempo (Kayfabe). Luego en Judgment Day y en Extreme Rules derrotó nuevamente a Show.
Durante su lesión, The Miz empezó a hacer promos retando a Cena, quien no podía aceptar los desafíos. Cada vez que Cena no se presentaba, Miz se apuntaba una victoria sobre él. Finalmente, ambos se enfrentaron en The Bash, donde Cena derrotó a The Miz. En Night of Champions se enfrentó a Triple H y Randy Orton por el Campeonato de la WWE lucha que ganó Orton. Luego en SummerSlam perdió ante Orton en una lucha por el Campeonato de la WWE, luego en Breaking Point ganó el título al derrotar a Orton en un I Quit Match. En Hell in a Cell nuevamente perdió el título frente a Orton. Sin embargo, lo recuperó en un Ironman match de 60 minutos en Bragging RightsTello, Craig (4 de octubre de 2009). «Results:Serpent's Structure». World Wrestling Entertainment. Archivado desde el original el 8 de octubre de 2009. Consultado el 4 de octubre de 2009. y lo retuvo en Survivor Series ante Triple H y Shawn Michaels hasta que finalmente lo perdió en WWE TLC: Tables, Ladders and Chairs frente a Sheamus.

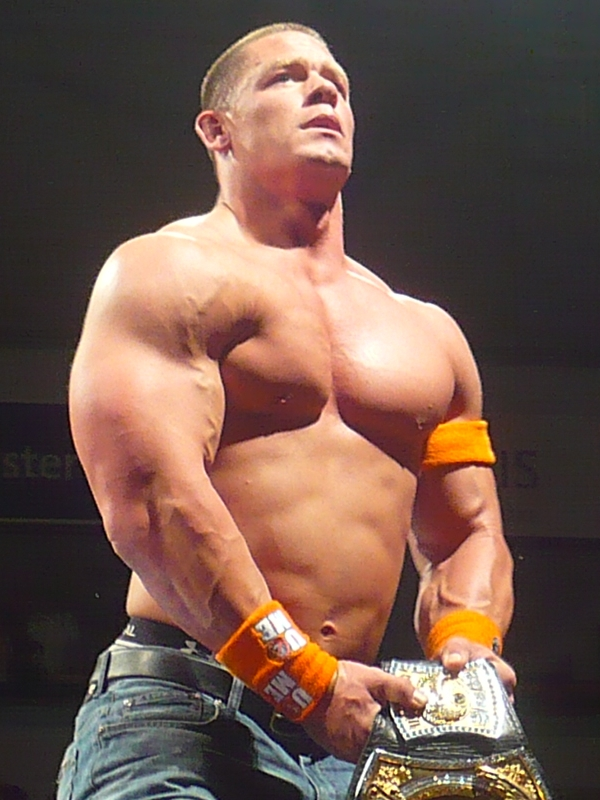
Cena como Campeón de la WWE.

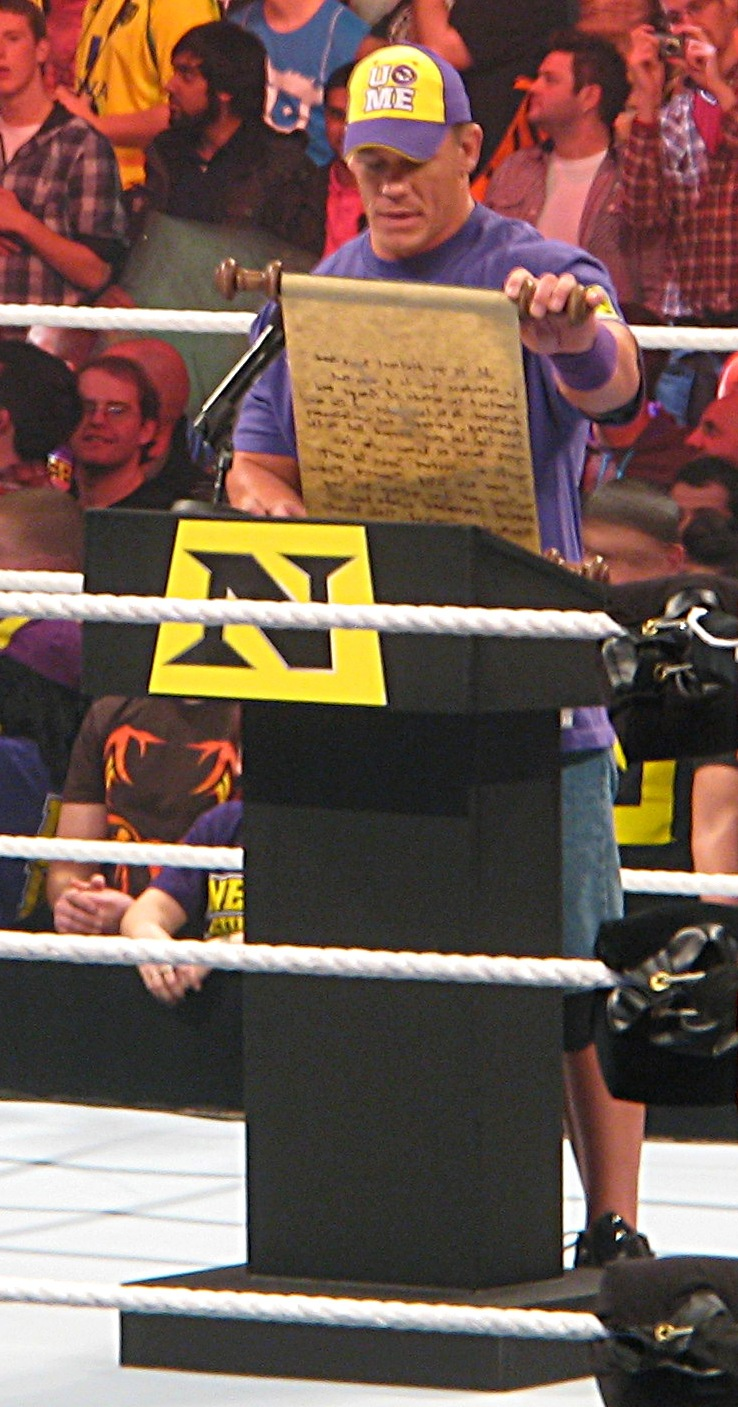
Cena durante su feudo con The Nexus, en el momento de ser introducido en el grupo.

Participó en el Royal Rumble, pero fue eliminado por Edge. Más adelante ganó su sexto Campeonato de la WWE al ganar la Elimination Chamber venciendo a Sheamus, Ted DiBiase, Kofi Kingston, Randy Orton y Triple H. Sin embargo, perdió el título minutos después ante Batista, empezando ambos un feudo. En WrestleMania XXVI venció a Batista ganando el Campeonato de la WWE por séptima vez en su carrera. Luego continuó su feudo con Batista, reteniendo el título ante él en Extreme Rules y en Over the Limit en un I Quit Match. Después de esto Sheamus lo atacó reiniciando su feudo llevando a ambos a enfrentarse en Fatal 4-Way, dónde además participaron Randy Orton y Edge, pero debido a una interferencia de The Nexus perdió el campeonato ante Sheamus. A causa de las continuas interferencias que hacía The Nexus en sus combates en RAW, inició un feudo con ellos, luchando contra el grupo en RAW. Por esto se pactó una lucha de revancha entre Cena y Sheamus en Money in the Bank en un Steel Cage Match para evitar la interferencia de The Nexus. A pesar de esto, el grupo interfirió durante el evento, haciendo que Sheamus retuviera el título.

#### Historia con The Nexus y feudos con CM Punk y The Rock (2010-2013)
La noche siguiente en RAW pidió una tregua a The Nexus pero ellos se negaron y lo invitaron a unirse al grupo, a lo que él se negó, seguidamente anunció que mientras lo atacaban a él y a otras superestrellas de la WWE, estaba formando un equipo para enfrentarse a ellos en SummerSlam en un 7-on-7 Tag Team match. En SummerSlam el Equipo WWE (John Cena, Bret Hart, Daniel Bryan, Chris Jericho, Edge, R-Truth & John Morrison) derrotaron a The Nexus (Wade Barrett, Michael Tarver, Justin Gabriel, David Otunga, Heath Slater, Skip Sheffield & Darren Young). En la lucha Cena eliminó a Justin Gabriel y a Wade Barrett ganando la lucha. Posteriormente se calificó para una lucha de Six Pack en Night Of Champions por el Campeonato de la WWE, pero fue eliminado por el líder de The Nexus: Wade Barrett. Finalmente, él y Barrett se enfrentaron en Hell in a Cell en una lucha en la que si Cena perdía formaría parte de The Nexus y si Barrett perdía se disolvería The Nexus.
En el evento, Cena perdió la lucha debido a la interferencia de Husky Harris y Michael McGillicutty. El 4 de octubre debutó como miembro de The Nexus luchando junto a Michael Tarver contra Mark Henry & Evan Bourne, perdiendo The Nexus después de que abandonara a su compañero, luego lo atacó y recibió un correo del gerente anónimo de Raw que le decía que debía obedecer las órdenes de Wade Barret o si no su contrato con la WWE llegaría a su fin. Ese mismo día participó en una Battle Royal por una lucha por el Campeonato de la WWE, pero se eliminó el mismo por orden de Barrett, dándole la victoria a este. En Bragging Rights junto a David Otunga derrotaron a Drew McIntyre & Cody Rhodes, ganando ambos el Campeonato en Parejas de la WWE, sin embargo lo perdieron el día siguiente en Raw ante sus compañeros de The Nexus (Justin Gabriel & Heath Slater) por órdenes de Wade Barrett.
En Bragging Rights estuvo presente en el Main Event en la lucha entre Randy Orton y Wade Barrett por el Campeonato de la WWE, donde Barrett le dijo que si no ganaba este combate sería despedido. Así que Cena le aplicó a Barrett el Attitude Adjustment dándole la victoria por descalificación, pero no el título. Finalmente en Survivor Series se pactó otra lucha entre Orton y Barrett donde Cena sería el árbitro y si Orton ganaba, Cena sería despedido de la WWE, pero si Barrett ganaba sería libre de The Nexus. Sin embargo, Orton ganó el combate, siendo despedido de la WWE (Kayfabe).
En la edición de Raw del 13 de diciembre, John Cena fue recontratado por Wade Barrett, con dos condiciones (una de ellas fue una lucha en Raw con David Otunga y la otra una lucha con Wade Barrett en una Chairs Match en TLC), ganando ambos combates y cumpliendo su promesa de enterrar a todos los miembros de The Nexus. Sin embargo, una semana después fue atacado en Raw y en SmackDown por CM Punk, quién se proclamó nuevo líder de Nexus.

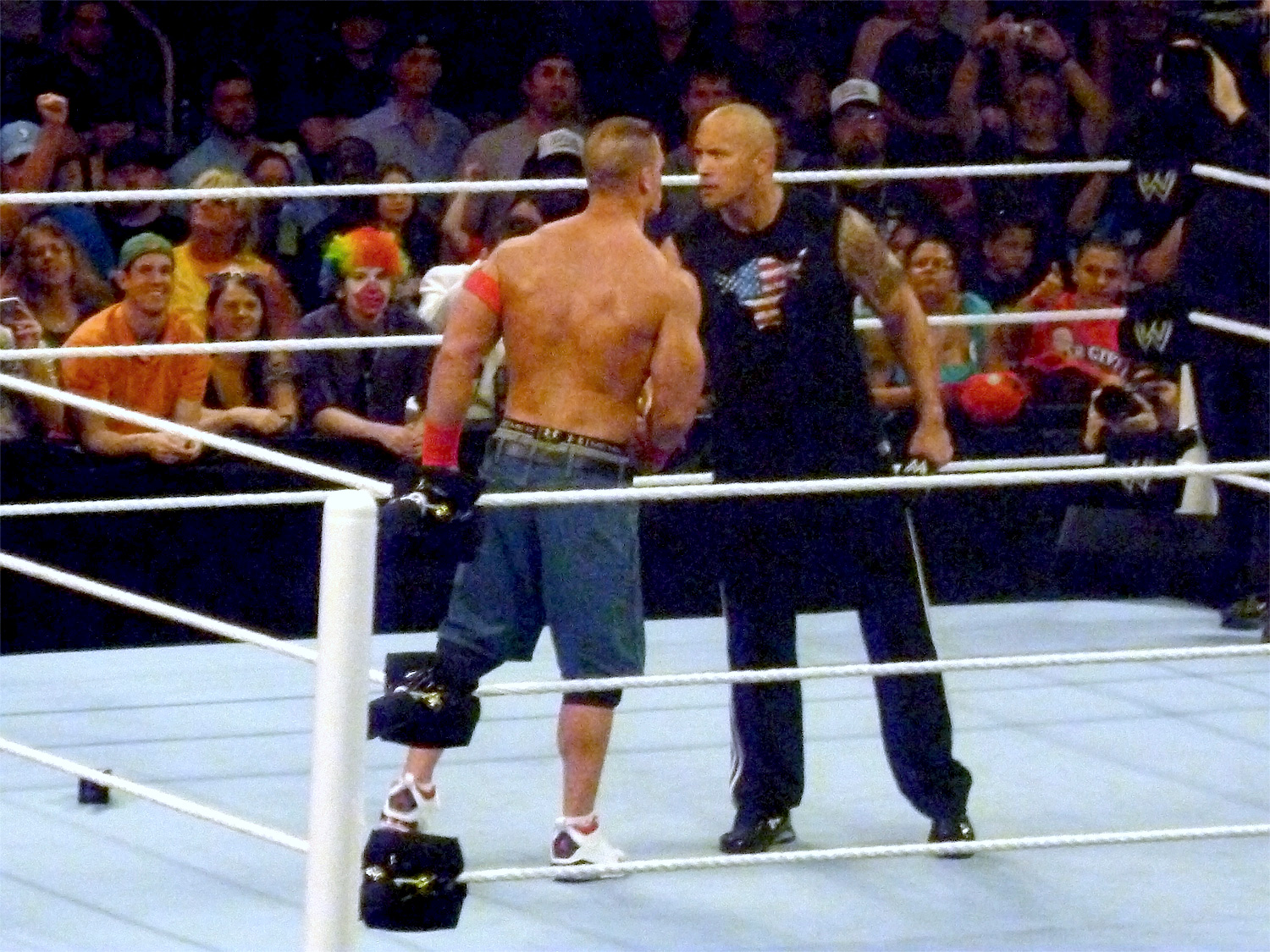
The Rock y Cena pactando su combate para WrestleMania XXVIII con un año de anticipación.

Durante las siguientes semanas continuó confrontándose con CM Punk y Nexus comenzando un feudo con Punk. El 24 de enero en RAW, fue el árbitro de la lucha entre el líder de Nexus, CM Punk y Wade Barrett, quien había formado un nuevo stable llamado The Corre, lucha la cual tenía estipulada que el perdedor dejaría a él mismo y a su equipo fuera del Royal Rumble, acabando en doble descalificación. Tras el combate, atacó a los líderes de los dos stables, pero fue atacado por Nexus hasta que varios luchadores interfirieron a favor de Cena. Participó en Royal Rumble, donde eliminó a varios luchadores, pero fue eliminado por The Miz, empezando un feudo.
El 20 de febrero ganó la lucha estelar de la marca del Raw en el evento Elimination Chamber ganando una oportunidad por el Campeonato de la WWE en WrestleMania XXVII. El día siguiente hizo equipo con su oponente para WrestleMania, The Miz contra los Campeones en Parejas de la WWE y miembros de The Corre, Heath Slater & Justin Gabriel ganando los campeonatos, sin embargo los perdieron momentos después debido a una traición de The Miz. El 3 de abril en WrestleMania XXVII, fue derrotado por The Miz en una lucha por el Campeonato de la WWE, al recibir un Rock Bottom por parte de The Rock. La noche siguiente en RAW, The Rock retó a Cena a una lucha en WrestleMania XXVIII, la cual aceptó. La semana siguiente dijo que planeaba que The Rock fuera el retador al título de la WWE que poseería Cena para su combate en WrestleMania XXVIII, para lo cual el gerente anónimo de Raw lo puso en una Gauntlet Match por ser el retador número uno al Campeonato de la WWE llegando a la lucha final contra R-Truth, The Miz hizo que él y R-Truth fueran descalificados dejando así ningún retador al título, esto molestó al gerente anónimo de RAW quien pactó una Triple Threat para Extreme Rules entre él, el campeón actual The Miz y R-Truth, quien a la semana siguiente perdería su lugar en la lucha al apostarlo contra John Morrison. El 1 de mayo en el evento principal de Extreme Rules obtuvo por octava ocasión el Campeonato de la WWE en una Triple Threat Steel Cage Match contra John Morrison y The Miz, Cena le aplicó a este último un Attitude Adjustment desde uno de los esquineros ganando vía pinfall el octavo campeonato mundial de su carrera.

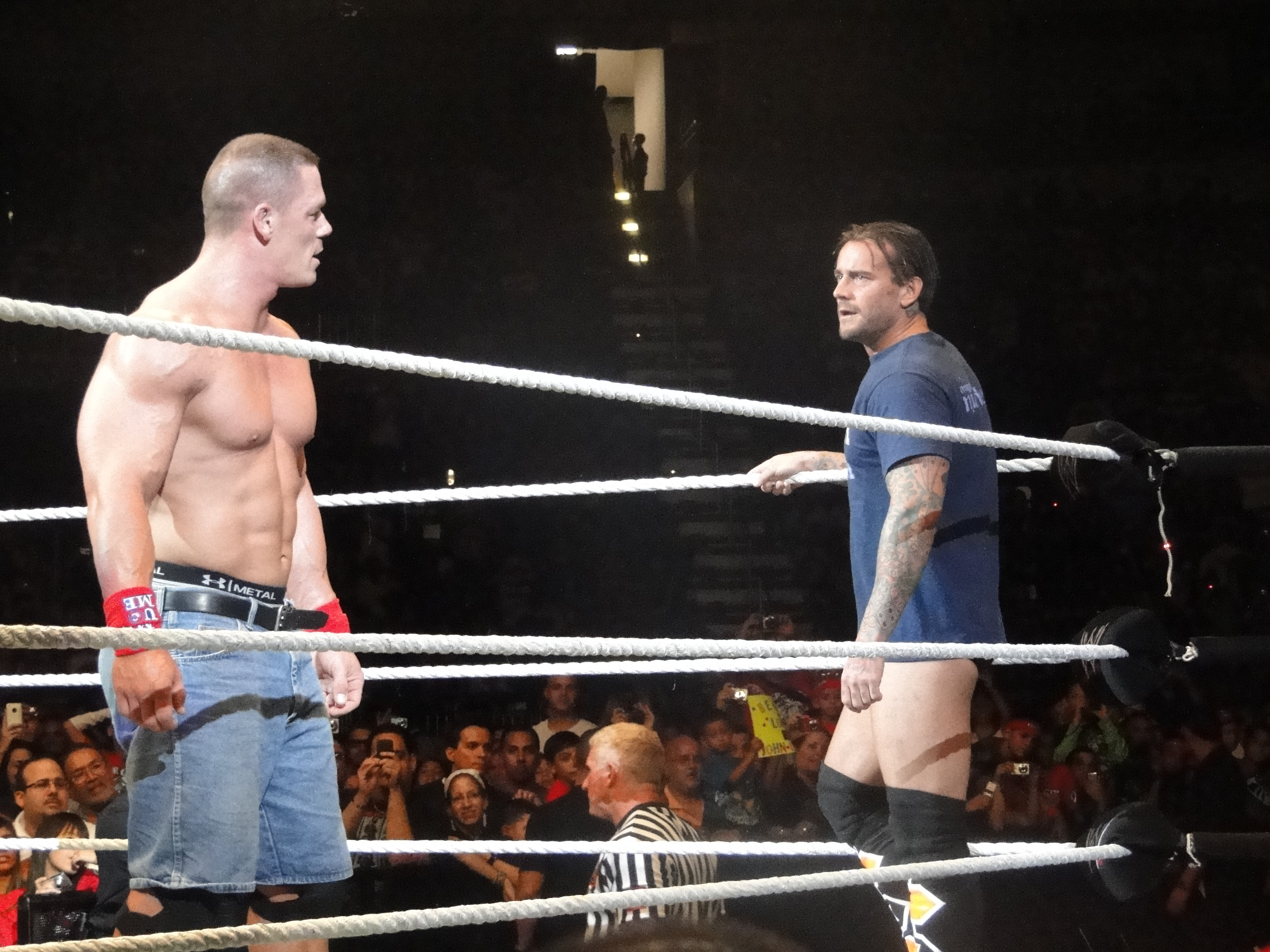
CM Punk y Cena cuyo feudo en 2011 recibió un total de 5 premios entre la PWI y el WON.

En Over the Limit, Cena retuvo su campeonato ante The Miz en un I Quit Match. Tras esto, empezó un feudo con R-Truth, a quien derrotó en Capitol Punishment. En la edición de RAW del 4 de julio, después de perder un Tables match ante Truth, CM Punk, el retador al título, hizo una Shoot promo contra Cena y la WWE, por la cual fue suspendido por Vince McMahon, cancelándose su lucha.
Sin embargo, Cena amenazó a McMahon con irse de la empresa si no levantaba su suspensión, por lo cual Vince tuvo que acceder a las peticiones de Cena, pero si era derrotado y Punk abandonaba la empresa con el título, sería despedido. En Money in the Bank, se enfrentó a Punk por el título, durante la cual, McMahon ordenó la victoria de Cena en el combate, pero él se negó a que el árbitro parara la lucha. Finalmente, Cena fue derrotado, perdiendo el Campeonato de la WWE. Al día siguiente, McMahon iba a despedirle, pero fue interrumpido por Triple H, quien relevó a Vince del cargo y revirtió su decisión. El 25 de julio en RAW Cena derrotó a Rey Mysterio, ganando su noveno Campeonato de la WWE. Sin embargo, al finalizar el combate, Punk hizo su regreso junto con el cinturón que se había llevado, viéndose cara a cara con John Cena y ambos levantando sus cinturones.
Debido a su regreso permanente a la empresa, Punk también fue reconocido como Campeón de la WWE, por lo que ambos se enfrentaron en SummerSlam para definir a un único campeón, siendo Triple H el árbitro. Sin embargo, Cena volvió a ser derrotado por Punk debido a que Triple H no se percató de que John Cena puso su pie en la cuerda y así Punk se convirtió en el único campeón del título. Al día siguiente empezó un feudo con el nuevo Campeón de la WWE Alberto Del Rio, después que Cena salvara a Rey Mysterio de un ataque suyo. En el RAW de la semana siguiente, derrotó a CM Punk tras una distracción de Kevin Nash convirtiéndose en el contendiente al Campeonato de la WWE, el cual ganó en Night of Champions al derrotar a Del Rio, obteniendo su décimo reinado. Sin embargo, lo perdió en Hell in a Cell en un Hell in a Cell Match ante Del Rio en un combate donde también participó CM Punk. Cena tuvo su revancha en Vengeance, donde volvió a ser derrotado por Del Rio en un Last Man Standing Match luego de la interferencia de Awesome Truth (The Miz & R-Truth). En Survivor Series derrotó junto con The Rock a R-Truth & The Miz, pero después de la lucha fue atacado por Rock aplicándole un Rock Bottom.
El 12 de diciembre de 2011, Cena se enfrentó en RAW a Mark Henry, pero durante el combate, Kane hizo su regreso a la WWE enmascarado, aplicándole una «Chokeslam» a Cena.

Un año después de que se pactara su combate, Cena fue derrotado por The Rock en WrestleMania XXVIII.

Debido a los seguidos ataques de Kane a Cena y Zack Ryder, John Laurinaitis pactó una lucha en Royal Rumble. El combate acabó en KO con Cena como vencedor. Después de la lucha, Cena continuó atacando a Kane, hasta que Zack Ryder intentó ayudarle, llevándose una Tombstone Pelidriver de Kane, quien luego le aplicaría un Chokeslam a Cena. El 30 de enero en RAW Cena salvo a Eve Torres de ser atacada por Kane, atacándose ambos. El 13 de febrero, de nuevo salvo a Eve de Kane, besándose ambos hasta que les vio Ryder, terminando la amistad entre ellos.
En Elimination Chamber, derrotó a Kane en un Ambulance Match terminando su feudo.
Después de esto, retomó su feudo con The Rock, agrediéndose verbalmente en las siguientes ediciones de RAW. Sin embargo, fue derrotado por The Rock en el evento principal de WrestleMania XXVIII después de que le aplicara un Rock Bottom.
Al día siguiente en RAW, iba a felicitarle por su victoria, pero Brock Lesnar hizo su regreso a la WWE, aplicándole un F-5. Ambos empezaron un feudo que culminó en Extreme Rules en un Extreme Rules Match, donde Cena logró derrotar a Lesnar. Cuando terminó el combate, Cena anunció que se tomaría unas vacaciones, sin embargo en la emisión de RAW del 30 de abril fue atacado por John Laurinaitis, Lord Tensai y Sakamoto, tras lo que Laurinaitis anunció que Cena sería su oponente en Over the Limit. Debido a las continuas interferencias de luchadores en sus combates, se estipuló que si algún luchador interfería en el combate, sería despedido. Y además de que si Cena ganaba, Laurinaitis perdería su puesto como General Mánager.

John Cena durante su feudo con Brock Lesnar.

En Over the Limit, Cena se enfrentó a Laurinaitis, pero fue derrotado después de que interfiriera Big Show, quien había sido despedido previamente, aplicándole un WMD y permitiendo que Laurinaitis ganara la lucha. Debido a esto, Cena comenzó al mismo tiempo un feudo con Show, pactándose una lucha en No Way Out, donde Cena derrotó a Big Show en un Steel Cage Match y como resultado Mr. McMahon despidió a Laurinaitis. La noche siguiente en RAW tuvo una lucha en desventaja contra Laurinaitis, Big Show y David Otunga, pero Show y Otunga se retiraron de la lucha, por lo cual Cena derrotó a Laurinaitis tras tres Attitude Adjustment y un STF simultáneamente, dándole fin a su feudo con Laurinaitis. En Money In the Bank participó por primera vez en el Money in the Bank Ladder Match por el Campeonato de la WWE, derrotando a Big Show, Kane, Chris Jericho y The Miz para ganar el maletín.
Al día siguiente en RAW tras una pelea entre Show y CM Punk, en la cual salió vencedor el Punk, anunció su intención de usarlo en el RAW 1000th Episode para enfrentarse a Punk por el campeonato. El 23 de julio, canjeó su maletín y obtuvo su combate, pero Show le atacó mientras le aplicaba un «STF», acabando en descalificación. Después del combate The Rock intervino en la lucha atacando a Show con un People Elbow pero CM Punk lo atacó aplicándole un G.T.S, siendo la primera persona en perder el maletín tras canjearlo, aunque cabe decir que no perdió el combate. En el siguiente RAW, AJ quien era la nueva gerente general de RAW pactó una lucha entre John Cena y Big Show para definir un contendiente número uno para enfrentarse a CM Punk por el Campeonato de la WWE en Summerslam, pero la lucha quedó en descalificación luego de que Punk tirara a Cena cuando le aplicaba un Attitude Adjustment a Show. Después de la lucha, AJ decretó que sería un Triple Threat Match debido al resultado de la lucha. En SummerSlam Cena fue el más abucheado, Punk retuvo el título al cubrir a Show después de que Cena le aplicara un Attitude Adjustment. En Night of Champions obtuvo una nueva oportunidad por el Campeonato de la WWE pero terminó en una empate con CM Punk luego de que ambos tuviesen las espaldas planas durante la cuenta de tres.
El 20 de septiembre, la WWE anunció que Cena estaba siendo operado del codo derecho para eliminar astillas del hueso y que estaría fuera de acción de 6 a 8 semanas. Tras esto, la empresa decidió darle a Cena un período de descanso. Sin embargo, ante las bajas audiencias, el 8 de octubre hizo una aparición en RAW, interfiriendo en la pelea entre Punk y Vince McMahon, empujando a Punk para que volviera al ring y fuera atacado por Ryback y McMahon. En la edición de RAW del 15 de octubre, Cena excluyó su oportunidad por el Campeonato de la WWE e hizo que McMahon impusiera a Ryback en su lugar para enfrentar a Punk por el Campeonato en Hell in a Cell. En el Pre-Show de Hell in a Cell hizo una aparición para expresar su interés en una revancha con The Rock, pero fue interrumpido por Vickie Guerrero y Dolph Ziggler, siendo atacado por este último. En el siguiente RAW, Vickie Guerrero lo acusó de que inició una relación amorosa con la exgerente general de RAW AJ. Después de esto, recibió otra oportunidad por el Campeonato de la WWE por parte de Vince McMahon frente a CM Punk y Ryback en un Triple Threat Match. En Survivor Series, CM Punk se llevó la victoria ante Cena y Ryback. El «escándalo AJ» se terminó cuando John Cena interrumpió unas acusaciones de Vickie Guerrero y se subió al ring, dónde besó a AJ y ella le devolvió el gesto con otro beso. Esa misma noche hizo vigente su feudo contra Dolph Ziggler cuando este último le causó una lesión en la rodilla izquierda. En TLC: Tables, Ladders & Chairs se enfrentó a Ziggler por el maletín del World Heavyheight Championship Money In the Bank, en un Ladder Match, pero perdió luego de que AJ lo traicionó y derribó la escalera cuando él se dirigía a obtener el maletín.
En el primer RAW de 2013 transmitido el 7 de enero, John Cena se enfrentó de nuevo a Dolph Ziggler en RAW, saliendo victorioso a pesar de la interferencia de Big E Langston. Una semana después, el 14 de enero en el RAW 20th Aniversary se enfrentó a Dolph Ziggler en un Steel Cage Match, derrotando de nuevo a Ziggler. En el RAW 21 de enero anunció que iba a entrar en el Royal Rumble Match 2013. El 27 de enero participó en el Royal Rumble entrando en la 19.ª posición, eliminando a Heath Slater, Cody Rhodes, Antonio Cesaro y consiguiendo la victoria tras eliminar finalmente a Ryback, ganando así una oportunidad titular por un campeonato Mundial a escoger en WrestleMania 29 y convirtiéndose en la cuarta persona de la historia en lograr ganar dos Royal Rumble Matches después de Hulk Hogan, Shawn Michaels y Steve Austin. El 28 de enero en RAW derrotó a Cody Rhodes y después anunció que en WrestleMania lucharía por el Campeonato de la WWE, pero fue atacado por The Shield y aunque fue rescatado por Sheamus y Ryback recibió una Triple Powerbomb. En Elimination Chamber se enfrentó a The Shield junto con Ryback y Sheamus en un 6-Man Tag Team Match, pero fueron derrotados. En el siguiente RAW CM Punk interrumpió a Cena diciéndole que no se merece estar en Wrestlemania y lo reto a una lucha en el siguiente RAW para ser el retador al campeonato. Esa misma noche, salió al ring para hablar con The Rock, quien introdujo el nuevo Campeonato de la WWE, y dejó a un lado el que Cena introdujo hace 8 años. Pero Punk golpeo a Cena con el antiguo campeonato. El 25 de febrero derrotó a Punk en RAW por lo que retuvo su oportunidad de enfrentarse a The Rock en Wrestlemania 29 por el Campeonato de la WWE. Durante las siguientes transmisiones de RAW inició un feudo con The Rock, intercambiando insultos, palabras y atacándose físicamente.

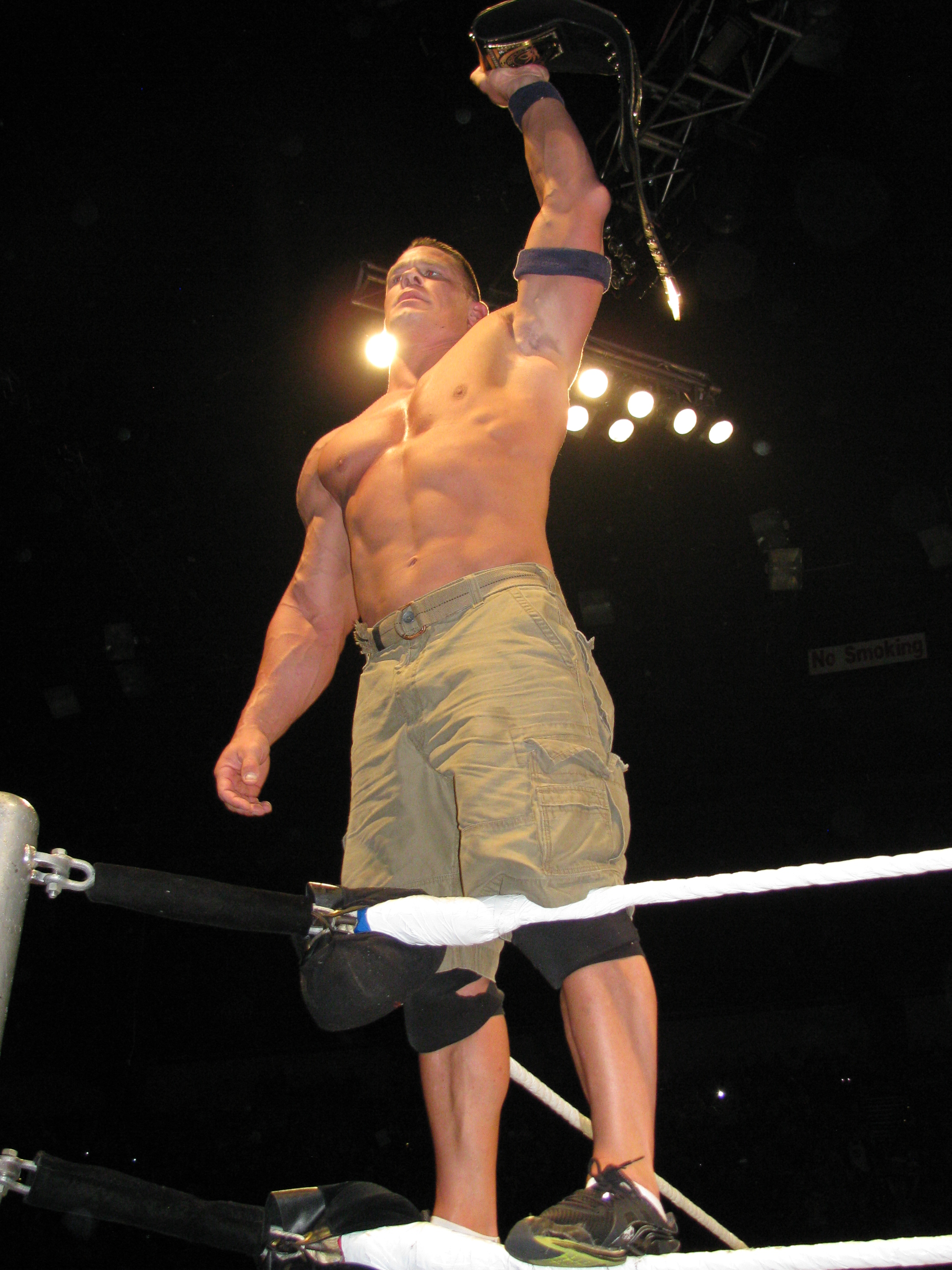
John Cena durante su undécimo reinado como Campeón de la WWE.

El 7 de abril en el evento principal de WrestleMania 29, Cena derrotó a The Rock después de aplicarle un Attitude Adjustment, ganando el campeonato de WWE por undécima vez en su carrera. Al finalizar la batalla se dieron la mano y se abrazaron como muestra de respeto, terminando así el feudo entre ellos. El 8 de abril en RAW, John Cena se enfrentó a Mark Henry, saliendo Cena como vencedor por Count-Out, pero mientras celebraba, Ryback entró, le aplicó un Spinebuster a Henry y luego atacó a Cena con la Shell Shocked, cambiando a heel y levantando el cinturón de Cena para empezar así un feudo con él. Este feudo les llevó a un Last Man Standing Match por el campeonato de WWE en Extreme Rules donde no hubo resultado debido a que Cena sufrió un Spinebuster de Ryback contra la escenografía del escenario, causando que ambos recibieran un choque eléctrico e impidiendo que se levantaran antes de la cuenta de 10, por lo que Cena retuvo el título. Tras esto se habló de una posible lesión en el cuello de Cena, regresando el 25 de mayo. Luego de esto se pactó una lucha en la primera edición de Payback entre Ryback y John Cena por el campeonato de WWE. La estipulación sería un Three Stages of Hell Match consistente en un Lumberjack Match, un Tables Match y, de ser necesario, un Ambulance Match. En la noche de Payback, John Cena derrotó a Ryback en los dos últimos Stages of Hell Match, (Tables Match y Ambulance Match) reteniendo el campeonato de WWE dando por terminado el feudo. El 17 de junio en RAW, Mark Henry engaño a John Cena con retirarse, y lo atacó con el "World's Strongest Slam", pidiendo una oportunidad por el campeonato de WWE, confirmándose su lucha para Money in The Bank. En el evento, Cena logró retener el título ante Henry al forzarle a rendirse. El 18 de agosto se enfrentó a Daniel Bryan en Summerslam en una lucha por el Campeonato de la WWE, siendo Cena derrotado. Durante las semanas previas al evento, se reportó que Cena tenía una lesión de codo, que se fue agravando.

#### Reinados de campeonatos (2013-2015)
Tras el evento, fue sometido a cirugía que le mantendría inactivo de 4 a 6 meses. Sin embargo el 7 de octubre Vickie Guerrero anunció que Cena se enfrentaría a Alberto del Río por el Campeonato Mundial Peso Pesado en WWE Hell in a Cell. En el evento, Cena logró derrotar a Del Rio, ganando por tercera vez el título. Del Rio tuvo su revancha un mes después, en Survivor Series, donde Cena retuvo el título con éxito tras un "Attitude Adjustment". Esa misma noche, Cena se encaró con su antiguo rival Randy Orton, quien había retenido el Campeonato de WWE ante Big Show. El 25 de noviembre en RAW, Cena reveló que él también quería ser la "Cara de WWE", desafiando a Orton a un combate para unificar ambos títulos, reto que fue aceptado. En TLC: Tables, Ladders & Chairs, Cena fue derrotado por Orton después de haber sido lanzado desde una escalera metálica hacia una mesa, perdiendo el Campeonato Mundial Peso Pesado. En el proceso, Orton unificó ambos campeonatos, creando el Campeonato Mundial Peso Pesado de WWE.
Semanas después, Stephanie McMahon pactó una revancha entre Cena y Orton en Royal Rumble, donde Cena perdió la lucha al ser distraído por The Wyatt Family, dándole la oportunidad a Randy Orton de aplicarle un RKO. Luego de perder la lucha, Bray Wyatt le aplicó un Sister Abigail a Cena. Al día siguiente se alió con Sheamus y Daniel Bryan y vencieron por vía descalificación a The Shield, por la interferencia de The Wyatt Family, clasificando a los tres a una lucha por el Campeonato Mundial Peso Pesado de la WWE de Randy Orton en Elimination Chamber. El 3 de febrero, Triple H le informó a Randy Orton que tendría que luchar contra cinco de los contendientes a su campeonato y el 10 de febrero, Cena logró vencer a Orton. En Elimination Chamber, John Cena eliminó a Antonio Cesaro, pero fue atacado nuevamente por The Wyatt Family, costándole una vez más la victoria e iniciando un feudo con ellos.
Tras Elimination Chamber, Wyatt aceptó el reto lanzado por Cena de un combate entre ambos en WrestleMania XXX, ya que Wyatt quería probar que la actitud heroica de Cena era una fachada característica de una "era de mentiras", mientras que quería convertir a Cena en un "monstruo". En WrestleMania XXX, Cena resistió la necesidad de convertirse en un "monstruo" y derrotó a Wyatt sin usar una silla y a pesar de las interferencias de Luke Harper y Erick Rowan, enterrando a todo el stable. El feudo continuó tras WrestleMania basándose en que Wyatt estaba captando a la audiencia de Cena, ejemplificado cuando Wyatt usó un coro de niñós el 28 de abril en RAW, cantando la nana de Wyatt con máscaras de corderos. En Extreme Rules, Cena fue derrotado en un steel cage match, después de la reiterada interferencia de la Wyatt Family y un niño demoníaco. El feudo entre ambos acabó con un Last Man Standing match en Payback, donde Cena tiró a Wyatt contra una caja del equipo técnico, tapando la salida con otra caja, impidiéndole levantarse.
En la edición de WWE RAW del 16 de junio Triple H anunció que Cena no participaría en la Battle Royal de esa noche por un cupo para la lucha por el Campeonato Mundial Peso Pesado de la WWE que se realizaría en el PPV Money in the Bank, a cambio de esto Triple H anunció que Cena tendría su oportunidad de entrar a esta lucha si le ganaba a Kane en una lucha de camilla, en la que Cena salió victorioso. El 29 de junio en el evento Money in the Bank, Cena obtuvo el Campeonato Mundial Peso Pesado de la WWE por decimosegunda vez. Para la edición de WWE RAW del 30 de junio, Triple H y Stephanie McMahon denominados como The Autority, anunciaron que Cena sería la portada del nuevo juego de la WWE WWE 2K15, esa misma noche The Autority anunció que Cena debería defender su título en una lucha Fatal 4-Way contra Roman Reigns, Randy Orton y el demonio Kane el evento Battleground donde logra retener su título. Ante esto, Triple H elige a Brock Lesnar para enfrentar a Cena por el título después de una aparición de Paul Heyman en la que le ofrece a Lesnar como plan C para arrebatar el título a Cena. En el evento del mes de agosto SummerSlam Cena fue derrotado en un squash en el cual Lesnar le aplicó 16 German Suplex, perdiendo el título. Tras esto, Cena empezó a tener una actitud más agresiva, pidiendo su revancha en Night of Champions. En el evento, Cena logró aplicar a Lesnar cuatro Attitude Adjustment y tres STF, pero fue atacado por Seth Rollins con su maletín Money in the Bank causando la descalificación de Lesnar, en donde Cena gana la lucha pero no el título.
En Hell in a Cell ganó un combate contra Randy Orton en una Hell in a Cell Match por una oportunidad por el Campeonato Mundial Peso Pesado de la WWE. Tras esto, the Authority intentó reclutar a Cena, pero él se negó. A causa de esto, el 27 de octubre en RAW, Triple H anunció la pelea central del evento Survivor Series 2014 que es un Traditional Survivor Series Elimination Match entre el Team Authority contra el Team Cena. Más adelante, se añadieron las estipulaciones según las cuales, si Team Authority perdía, perderían el poder en la empresa, mientras que si el Team Cena perdía, todos menos Cena, serían despedidos. El 23 de noviembre se enfrentaron el Team Cena, representado por Cena, Big Show, Dolph Ziggler, Erick Rowan y Ryback, mientras que para The Authority pelearon Seth Rollins, Alexander Rusev, Mark Henry, Kane y Luke Harper. Durante el combate, Cena fue eliminado después de un K.O Punch de Big Show quien esa misma noche, traicionó al Team Cena cambiando a heel. Sin embargo, su equipo salió vencedor tras la aparición de Sting que le aplicó su finisher a Triple H y le brindó la victoria a Ziggler como único superviviente. Después de esto, el general mánager anónimo de RAW ordenó que John Cena debía de enfrentarse a Seth Rollins en una lucha de mesas en TLC donde si Cena perdía, debía renunciar a su derecho de retador número uno al Campeonato Mundial Peso Pesado de la WWE contra Lesnar. En TLC: Tables, Ladders, Chairs ... and Stairs, venció a Rollins con la ayuda de Roman Reigns quien lo defendió después de que Big Show lo atacara durante el encuentro. En la edición de Raw del 29 de diciembre se vio obligado a traer de vuelta a The Authority ya que si no lo hacía Rollins atacaría en el cuello a Edge y lo podría dejar paralítico (ya que se retiró por un problema en el cuello).

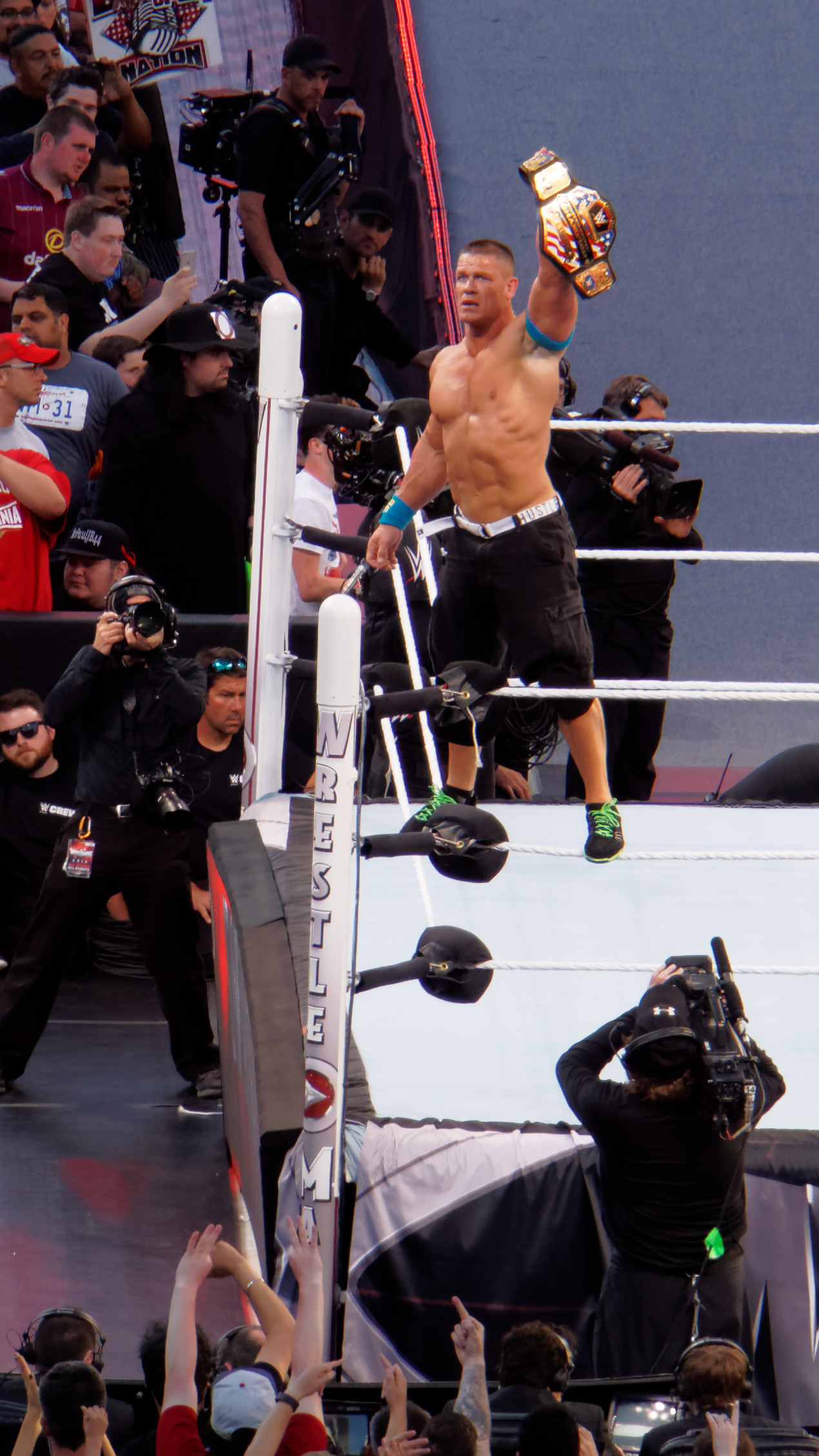
Cena luego de su victoria en WrestleMania 31 al ganar Campeonato de los Estados Unidos.

En la edición del 19 de enero en Raw, derrotó en un Handicap Match a Seth Rollins, The Big Show y Kane con ayuda de Sting, recuperando los trabajos de Dolph Ziggler, Ryback y Erick Rowan, ya que estos habían sido despedidos por The Authority. Además, retuvo su oportunidad por el Campeonato Mundial de Peso Pesado de la WWE para Royal Rumble. En Royal Rumble se enfrentó a Seth Rollins y Brock Lesnar por el Campeonato Mundial perdiendo el combate. Sin embargo, en el Post-Show se confrontó con Rusev, y en la edición especial de Monday Night RAW se pactó un combate en Fastlane, por el Campeonato de los Estados Unidos.

#### Campeón de los Estados Unidos y lesión (2015-2016)
En Fastlane, Cena perdió ante Rusev, luego de que Rusev le aplicara la llave de rendición The Accolade dejando a Cena inconsciente. Para las semanas posteriores Rusev se negaría a una revancha, por lo que Cena se inscribiría para la lucha del Battle Royal en memoria de André The Giant en Wrestlemania 31, pero Stephanie McMahon le negó el derecho por ser un enemigo de The Authority, y le instó a buscar su revancha con Rusev. En las semanas previas de WrestleMania 31, Cena buscaría convencer a Rusev por una revancha, pero ante la empecinada reacción de Rusev, Cena le aplicó su llave de rendición STF, a lo que Lana su mánager aceptó el combate. En WrestleMania 31, Cena enterró a Rusev ganando el Campeonato de los Estados Unidos por cuarta vez, además de poner fin a la racha de Rusev siendo el primero en vencerlo por conteo de tres y siendo el primero en resistir y revertir el "Accolade" de Rusev.
Posterior a WrestleMania 31, Cena accedió a la cláusula de revancha de Rusev para Extreme Rules en una Russian Chain Match. En la noche siguiente de WrestleMania 31, Cena abrió un desafío abierto por el Campeonato de los Estados Unidos, derrotando cada semana a luchadores como Dean Ambrose, Stardust, Bad News Barrett y Kane. En Extreme Rules Cena derrota a Rusev en un Russian Chain Match. La noche siguiente en Raw, Cena abriría nuevamente el desafío abierto, venciendo a Sami Zayn y perdiendo contra Neville por descalificación debido a un ataque de Rusev hacia Neville. En Payback, Cena venció a Rusev en un "I Quit" Match, luego de que Lana le dijera al árbitro que Rusev se rendía al decir "I Quit" en búlgaro, rindiéndose ante el STF. La noche siguiente en Raw, Cena vuelve a abrir el desafío abierto por el título donde responde el Campeón de NXT Kevin Owens, quien ataca a Cena aplicándole un powerbomb, luego del ataque Owens pisotea el Campeonato de los Estados Unidos pactándose una lucha en Elimination Chamber. La semana siguiente en Raw, logró derrotar en el desafío abierto a Zack Ryder, pero fue atacado nuevamente por Owens. En Elimination Chamber, fue derrotado por Owens en una lucha no titular y en Money in the Bank, Cena logró vencer a Owens. El 22 de junio en Raw, se pactó una lucha en Battleground por el campeonato de Cena. La semana siguiente en Raw, abrió el desafío abierto por el título, donde respondió Cesaro, pero perdió por descalificación ya Owens atacó a ambos, la semana siguiente defiende su título en el John Cena US Open Challenge ante Cesaro, en Battleground retuvo su título ante Owens por medio de un <STF>, terminando el feudo entre los dos. El 21 de julio en Raw confrontó a Seth Rollins, retándolo a una pelea pero Rollins terminó huyendo y más tarde luchó haciendo equipo con Randy Orton y Cesaro derrotando a Rusev, Kevin Owens y Sheamus.
El 27 de julio en Raw interrumpió al WWE World Heavyweight Champion Seth Rollins retándolo a un combate por el WWE World Heavyweight Championship. El Universo WWE la pedía también sin embargo Triple H decidió revertir la lucha en una por el United States Championship y esa misma noche derrotó a Seth Rollins en un gran e intenso combate reteniendo el Campeonato de U.S. sin embargo durante la lucha sufrió una severa fractura en la nariz a consecuencia de un rodillazo del campeón mundial Rollins. Impacto que fue repetido en varias ocasiones durante la transmisión en vivo del Main Event de WWE RAW. El 23 de agosto Cena pierde el título en Summerslam ante el campeón Mundial Peso Pesado de la WWE Seth Rollins, convirtiendo a este último en un campeón poseedor de dos títulos (el título WWE Mundial Peso Pesado y El título de Estados Unidos).
En Night of Champions, Cena derrotó a Seth Rollins para ganar por quinta vez el Campeonato de los Estados Unidos, rompiendo el récord de mayor número de reinados con dicho título dentro de WWE. La noche siguiente en Raw, Cena defendió con éxito el título ante Rollins, al igual que en un Steel Cage Match días después en un evento en vivo desde el Madison Square Garden. En Hell in a Cell, Cena perdió el campeonato ante Alberto del Río (quien hacía su regreso a WWE) durante el desafío abierto. Después de haberse tomado unas vacaciones, Cena hizo su regreso en el episodio del 28 de diciembre de Raw, derrotando a del Río en su revancha por el título por descalificación, lo que no le permitió ganar el campeonato.
En el episodio del 31 de diciembre (transmitido el 7 de enero) de SmackDown, Cena estuvo presente en ringside durante el combate de Kalisto contra Alberto del Río, celebrando con Kalisto su victoria. El 7 de enero, Cena se sometió a una cirugía en uno de sus hombros debido a una lesión, lo que lo mantuvo fuera de acción durante casi cinco meses.

#### Feudo con AJ Styles (2016-2017)
En WrestleMania 32, Cena hizo su regreso por una noche, ayudando a The Rock a defenderse de The Wyatt Family. Hizo su regreso oficial el 30 de mayo en la edición del Día de los Caídos de Raw, recibiendo la bienvenida por parte de AJ Styles, sólo para ser traicionado por Styles, quien se unió a sus excompañeros de equipo, Luke Gallows y Karl Anderson, para atacarlo. Eso llevó a Cena y Styles a enfrentarse en una lucha en Money in the Bank, la cual ganó Styles gracias a una interferencia de Gallows y Anderson. En el episodio del 4 de julio de Raw, Cena fue atacado nuevamente por The Club, pero fue salvado por Enzo Amore y Big Cass, lo que condujo a que se pactara un 6-Man Tag Team Match entre ellos en Battleground. El 19 de julio en SmackDown, Cena fue mandado a dicha marca debido al Draft y a la nueva separación de marcas. Esa misma noche, derrotó a Gallows. En Battleground, Cena, Enzo & Cass derrotaron a The Club. Después de eso, su feudo con Styles continuó, siendo derrotado por él el 21 de agosto en SummerSlam. Tras unas semanas ausentes, Cena hizo su regreso el 13 de septiembre en SmackDown, retando al nuevo Campeón Mundial de WWE AJ Styles y a Dean Ambrose a un Triple Threat Match por el título en No Mercy. En esa lucha, Styles retuvo el campeonato a pesar de haberse rendido ante Cena y Ambrose simultáneamente, por lo que no se sabía quien de los dos había hecho rendir a Styles y por esa razón el árbitro reinició el combate. Después de eso, Cena se tomó unas vacaciones para filmar la segunda temporada de American Grit.
El 13 de diciembre en SmackDown, se anunció que Cena haría su regreso el 27 de diciembre. En dicha fecha, hizo su regreso hablando de los rumores que surgieron sobre él el año pasado, además declaró que la Nueva Era era "B.S." y luego desafió a AJ Styles a una lucha por el Campeonato de WWE en Royal Rumble.
El 29 de enero en Royal Rumble, Cena derrotó a AJ Styles para ganar por decimotercera vez el Campeonato de WWE, convirtiéndose con eso en 16 veces Campeón Mundial, igualando el récord de Ric Flair con más campeonatos mundiales. En Elimination Chamber, Cena puso en juego el título en un Elimination Chamber Match, en donde lo perdió ante Bray Wyatt debido a un ataque de The Miz, quien ya había sido eliminado del combate por el mismo Cena. El 14 de febrero en SmackDown, Cena fue derrotado por Wyatt en un Triple Threat Match por el campeonato, en donde también compitió Styles. Después de eso, Cena inició un feudo con Miz debido a lo sucedido en Elimination Chamber y a la eliminación que sufrió Cena a manos de Miz en un 10-Man Battle Royal Match para determinar al contendiente #1 por el Campeonato de WWE de Wyatt en WrestleMania 33, con Miz ya estando eliminado del combate al igual que en Elimination Chamber. El 28 de febrero en SmackDown, Cena fue insultado por Miz y abofeteado por su esposa Maryse, pero su novia Nikki Bella salió a defenderlo. Debido a eso, el gerente general de SmackDown, Daniel Bryan, pactó un Mixed Tag Team Match entre Cena y Nikki contra Miz y Maryse en WrestleMania 33. En el evento, Cena & Nikki derrotaron a Miz & Maryse. Después de la lucha, Cena le propuso matrimonio a Nikki en el ring, y ella aceptó casarse con él. Tras eso, Cena se tomó otras vacaciones para continuar grabando la segunda temporada de American Grit.

#### Agente libre (2017-2019)
El 29 de mayo en la edición del Día de los Caídos de Raw, Cena proporcionó su voz para el vídeo de apertura. En el episodio del 6 de junio de SmackDown, se anunció que Cena haría su regreso a la marca el 4 de julio. Sin embargo, el 12 de junio en Raw, se anunció que Cena era ahora un agente libre. Poco después en un artículo de WWE.com, se reveló que Cena se había convertido en agente libre durante el Superstar Shake-up. Aunque estaba programado para hacer su regreso el 4 de julio en SmackDown, no estaba claro si se quedaría en dicha marca o se traspasaría a Raw.
Finalmente, Cena hizo su regreso en el episodio del 4 de julio de SmackDown, confirmando que a partir de entonces aparecería tanto en SmackDown como en Raw. Durante su discurso, Cena fue interrumpido por Rusev, quien también hacía su regreso, y después de una guerra de palabras, Cena retó a Rusev a un Flag Match, lo cual Rusev aceptó. Más tarde, Daniel Bryan programó dicho combate para Battleground, en donde Cena salió victorioso. Después de eso, Cena comenzó a referirse a sí mismo como "Súper Cena", un nombre que los fanes de la lucha libre le habían dado durante el paso de los años debido a sus constantes victorias sobre distinos oponentes. El 1 de agosto en SmackDown, Cena se enfrentó a Shinsuke Nakamura en una lucha para determinar al contendiente #1 por el Campeonato de WWE de Jinder Mahal en SummerSlam, pero fue derrotado. Después del combate, Cena salvó a Nakamura de un ataque de Baron Corbin, lo que causó que iniciara un pequeño feudo entre ellos. En el episodio del 15 de agosto de SmackDown, Cena fue atacado por Corbin durante una lucha no titular contra Mahal, haciendo que Cena se llevara la victoria por descalificación. Posteriormente, Corbin cobró el maletín de Money in the Bank contra Mahal, pero una distracción hacia Corbin por parte de Cena hizo que Mahal lo cubriera con un Roll-up para levarse la victoria y retener de esa manera el título. En SummerSlam, Cena derrotó a Corbin dejando por terminado este feudo.
El 21 de agosto apareció en Raw siendo presentado por el GM Kurt Angle dado que es agente libre, lo anterior, con el fin de retar a Roman Reigns para una lucha en No Mercy. Su reto fue aceptado. Esa misma noche hizo equipo con Reigns para derrotar a The Miz y Samoa Joe. Durante el combate Reigns le aplicó un «Superman Punch» por accidente. Durante las siguientes semanas ambos se insultaron mutuamente. El 24 de septiembre en No Mercy Reigns derrotó a Cena con un «Superman Punch» y un «Spear». Después del combate ambos de abrazaron en señal de respeto.
El 8 de noviembre Shane McMahon tuiteó que Cena sería el quinto miembro del Team SmackDown en Survivor Series. El 19 de noviembre hizo su regreso como quinto miembro del Team SmackDown, donde eliminó a Samoa Joe para luego ser eliminado por Kurt Angle. El 25 de diciembre, Cena hizo una aparición en la edición de Navidad de Raw para derrotar a Elias.
El 22 de enero, Cena apareció en el aniversario 25 de Raw interrumpiendo a Elias. Después de una acalorada discusión, Elias terminó aplicándole a Cena un Low Blow. El 28 de enero en el Royal Rumble Match terminó tercero al ser eliminado por Shinsuke Nakamura. Después, el 29 de enero en Raw, derrotó a Finn Bálor por un puesto en la Elimination Chamber. En Elimination Chamber no pudo ganar al ser eliminado por Braun Strowman. El 26 de febrero en Raw, Cena apareció para decir que no tenía un camino a WrestleMania y dejó entrever una posible lucha contra The Undertaker en WrestleMania 34, para luego decir que dicha lucha no se llevará a cabo e irá a buscar un cupo para WrestleMania en Smackdown Live. El 27 de febrero en SmackDown Live derrotó a AJ Styles clasificándose para la lucha por el Campeonato de WWE en Fastlane. En dicho evento, no pudo coronarse campeón. El 12 de marzo, se presentó en Monday Night Raw donde retó a The Undertaker a una lucha en WrestleMania 34; al no obtener respuesta, lo siguió retando las semanas siguientes. El día 19 de marzo, hizo su aparición Kane, el hermano (kayfabe) de The Undertaker, el cual atacó a Cena. El 26 de marzo se enfrentaron, siendo Cena el vencedor. En el episodio del 2 de abril de Monday Night Raw, Cena hizo el último intento para convencer a The Undertaker para llevar a cabo la lucha, sin embargo este último no respondió el reto. Ya en el evento máximo WrestleMania 34 Undertaker aceptó el reto de Cena y lo venció en una breve lucha. Esta fue la primera lucha del hombre muerto tras su derrota ante Roman Reigns. 
El 6 de octubre en Super Show-Down hizo equipo con Bobby Lashley para derrotar a Kevin Owens y Elias. En Crown Jewel enfrentaría a Seth Rollins en el torneo de World Cup, sin embargo se anunció que Cena no lucharia siendo reemplazado por Bobby Lashley. El 29 de diciembre hizo su regreso en SmackDown Live siendo confrontado por "The Man" Becky Lynch haciendo equipo ambos más tarde derrotando a Andrade y Zelina Vega, después del combate Lynch saco a Cena del ring.
El 14 de enero de 2019 tuvo un combate contra Finn Bálor y Drew McIntyre para determinar el retador al Campeonato Universal en Royal Rumble, siendo Balor el ganador.

#### Superestrella a tiempo parcial (2019-2023)
El 7 de abril de 2019 regresó en WrestleMania 35 con su antiguo personaje por una sola noche como "Dr. of Thunganomics", actuando como Face atacando a Elias.
Cena regresó en el episodio de Smackdown del 28 de febrero, luego de un hiato de 7 meses, para anunciar que haría en WrestleMania, afirmando que este WrestleMania se realizaría sin John Cena. Más tarde, mientras se marchaba, fue interrumpido por "The Fiend", quien lo retó a una lucha en WrestleMania 36 -la secuela de su lucha en WrestleMania 30 de 2014- la cual Cena aceptó. En el evento, fuera de toda lucha tradicional, Cena enfrentó a Wyatt en un "Firefly Fun House" Match, el cual fue un viaje surrealista a través de momentos tanto históricos de Cena, como juegos psicológicos en contra de este, incluyendo su debut en SmackDown! ante Kurt Angle, un segmento con "The Doctor of Thuganomics", Cena como miembro de nWo (simbolizando su ansiado turn heel que no seria realizado hasta 2025), el pasado de este como culturista y la lucha de ambos en WrestleMania XXX. Wyatt, buscando corregir el error que fue el perder en WrestleMania XXX, terminó venciendo a Cena al aplicar un Mandible Claw seguido de un Sister Abigail. Luego la victoria de Wyatt, el cuerpo inmóvil de Cena se desvaneció del medio del ring.
El 17 de enero de 2021, WWE confirmó mediante un vídeo publicado en su canal de Youtube que Cena aparecería en WrestleMania 37, aunque luego se desmintio siendo el primer WrestleMania que no contará con John Cena desde su debut.
El 18 de julio de 2021, Cena regresa a WWE durante el evento Money in the Bank, una vez terminado el combate entre Roman Reigns y Edge por el Campeonato Universal de WWE. Cena encaró a Reigns con el gesto de "You Can't See Me", insinuando un futuro combate entre ambos por el título de por medio. El 21 de agosto en SummerSlam, fue derrotado por Reigns. Al terminar la lucha, Brock Lesnar regresaría para encarar a Reigns y de paso aplicarle a Cena varios German Suplex y F-5.
En el episodio del 6 de junio de 2022 de Raw, se anunció que Cena regresará en el episodio del 27 de junio, esto con motivo de su vigésimo aniversario en WWE, cuando realizó su debut en el roster principal. WWE comenzó a promocionar los más destacados momentos de Cena con el hashtag #CenaMonth, con imitaciones en homenaje de sus compañeros luchadores e incluso vídeos alusivos a su regreso para ese lunes. El 27 de junio, fue recibido con un pasillo por el roster de Raw, antes de dar un mensaje sobre su futuro en la lucha libre profesional, aclarando que por tener más de 40 años su cuerpo no es el mismo que el de antes y no sabía cuando volvía a competir, agradeciendo al público por apoyarlo en estos 20 años como luchador de WWE. También hizo apariciones entre bastidores con The Street Profits, Austin Theory, Omos y Seth Rollins.
En el episodio del 30 de diciembre de SmackDown, Cena reapareció para luchar por primera vez en un año, formando equipo con Kevin Owens enfrentándose a Roman Reigns y Sami Zayn de The Bloodline; combate que terminó con victoria de su equipo. Cabe señalar que 2022 sería el primer año desde 2001 en que John Cena no aparecería en ningún evento prémium (antes conocido como PPV), ya sea para competir o estar involucrado en un segmento.
Después de que se anunció que Cena regresaría para el episodio del 6 de marzo de 2023 a Raw, Austin Theory dijo que le daría una cálida bienvenida a quien consideraba su ídolo de la infancia. Allí, Theory desafió a Cena a un combate en WrestleMania 39 con el Campeonato de los Estados Unidos en juego, pero se negó al sentir que Theory no estaba preparado para una lucha de tal calibre. Sin embargo, tras dejar que el público de su Boston natal decidiera mediante cánticos, aceptó finalmente el desafió. En la primera noche de WrestleMania, Cena fue derrotado por Theory luego de que este le propinase un golpe bajo instantes después de haberlo sometido a un STF (el árbitro no se percató de ello).
El 1 de julio de 2023, Cena hizo una aparición sorpresa en Money in the Bank, donde fue confrontado por Grayson Waller después de que Cena declarara que WrestleMania debería celebrarse algún día en el Reino Unido, donde se llevaba a cabo Money in the Bank; luego procedió atacar a Waller con su Attitude Adjustment. A finales de agosto, se confirmó que Cena tendría varias apariciones en lo que resta del año en SmackDown, además de tener apariciones en los eventos Payback y Superstar Spectacle en la India. En Payback fungió como anfitrión del evento y como árbitro especial en el combate de LA Knight y The Miz y en Superstar Spectacle formaría equipo con Seth Rollins para vencer a Imperium (Ludwig Kaiser & Giovanni Vinci). Después inicio un feudo con Jimmy Uso y Solo Sikoa, por lo que se anunció que se enfrentaba a ambos en Fastlane en un Handicap match, aunque luego se reveló que LA Knight uniría fuerzas con Cena para el combate. En Fastlane el 7 de octubre, Cena y Knight se llevaron la victoria, en lo que fue su primera en un evento PPV desde 2018, aunque fue derrotado por Sikoa más adelante en Crown Jewel. Apareció en el episodio del 29 de diciembre de SmackDown, confirmando que no estaba del todo retirado, pero no estaba seguro de cuánto tiempo le quedaba como luchador en activo de WWE.

#### La última vez es ahora: últimas luchas y retiro (2024-presente)
El 7 de abril de 2024, durante el evento principal de la Noche 2 de WrestleMania XL entre Roman Reigns y Cody Rhodes, Cena apareció para ayudar a Rhodes sacando de combate a Solo Sikoa y aplicar su Attitude Adjustment a Reigns. Posteriormente, The Rock, su viejo rival, apareció para realizarle un Rock Bottom. En el Raw siguiente, formó equipo con los recién Campeones en Parejas de Raw The Awesome Truth (The Miz & R-Truth) para derrotar a The Judgment Day (Finn Bálor, JD McDonagh y Dominik Mysterio).
El 6 de julio de 2024, durante el evento Money in the Bank anunciaba su retiro como luchador para enfocarse aún más en su carrera como actor y agradeció a los fans, dejando que iba aparecer en el primer Raw que se transmita por Netflix, y que iba aparecer Royal Rumble, Elimination Chamber y WrestleMania 41 siendo los tres últimos eventos premium en los que participará; sin embargo, en la conferencia después del evento Cena aclaro que iba aparecer todo el 2025 desde enero hasta diciembre siendo este mes donde sea la última lucha en su carrera.

#### Alianza con The Rock y cambio a Heel (2025-presente)
Durante el estreno de Raw en Netflix el 6 de enero de 2025, Cena anunció que competiría en el Royal Rumble match en el Royal Rumble el 1 de febrero, donde anotó tres eliminaciones y finalmente terminó en segundo lugar, siendo la última persona eliminada por el ganador Jey Uso. En Elimination Chamber, el 1 de marzo, Cena ganó el Elimination Chamber match por un combate por el Campeonato Indiscutido de la WWE en WrestleMania 41 al eliminar a uno de sus grandes rivales CM Punk. Después del combate, Cena se alió con The Rock y atacó brutalmente al Campeón Indiscutido de la WWE Cody Rhodes con el mismo campeonato haciéndole sangrar al momento, volviéndose heel por primera vez desde 2003.
El 20 de abril de 2025, con ayuda del rapero estadounidense Travis Scott, gana el Campeonato Indiscutido de la WWE derrotando a Cody Rhodes en el evento estelar de la noche dos de WrestleMania 41 en Las Vegas, Nevada. De esta manera, rompió el empate de 16 campeonatos mundiales ganados que mantenía con Ric Flair, y se proclama como el campeón mundial más galardonado de la historia de WWE, con 17 títulos mundiales en su carrera. Este fue el último WrestleMania de Cena, marcando el fin de su carrera en el evento más grande de la WWE.

## Carrera como actor

### Películas

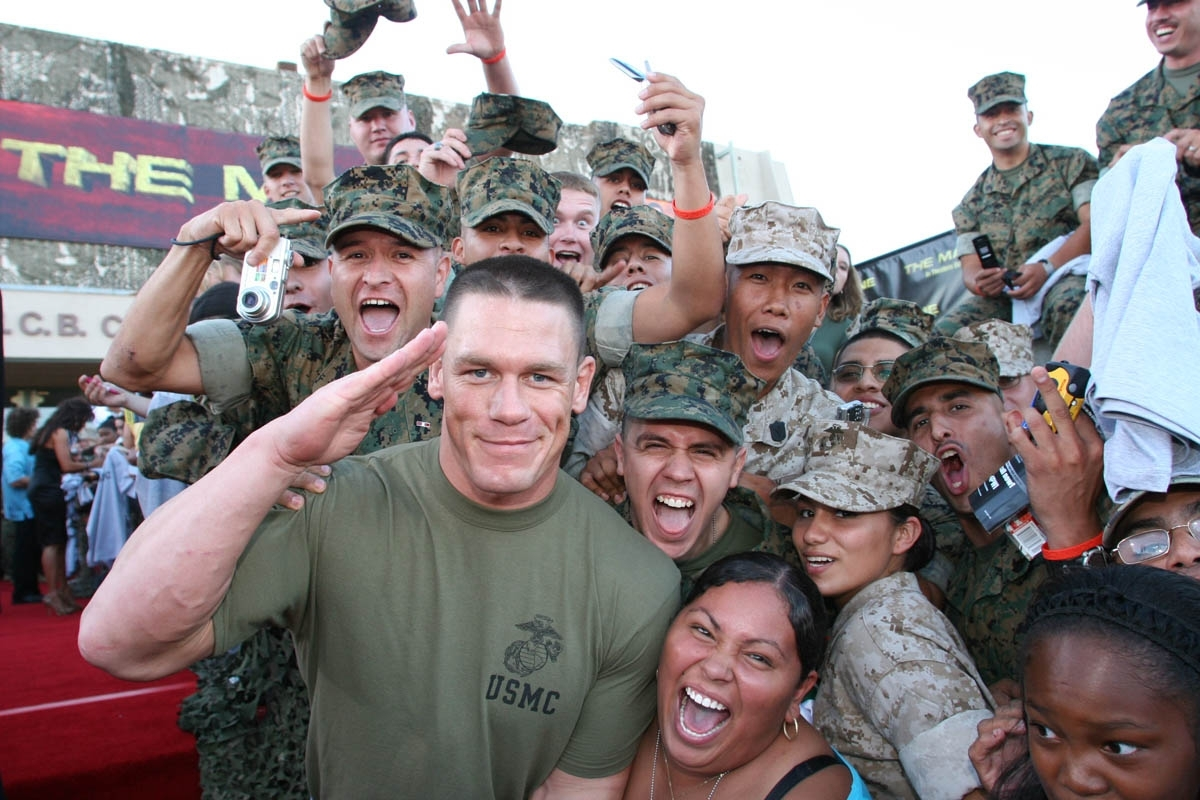
Cena junto a los soldados de los Estados Unidos, en la premier de su película The Marine en 2006.

WWE Studios, una división de la WWE encargada de realizar películas, escogió a Cena como el protagonista de la película The Marine, la cual fue distribuida por la 20th Century Fox América el 13 de octubre de 2006. En su primera semana, obtuvo una taquilla de aproximadamente 7 millones en EE. UU. Después de semanas en salas de cine, consiguió 18,7 millones. Cuando fue lanzado a DVD, esa cantidad aumentó a 30 millones en las primeras 12 semanas.
Su segunda película, también producida por WWE Studios fue 12 Rounds. Las grabaciones empezaron el 25 de febrero de 2008 en Nueva Orleans; y se estrenó el 27 de marzo de 2009.
Cena coprotagonizó la película de WWE Studios Legendary, el cual se emitió en algunas salas de cine el 10 de septiembre de 2010 por un tiempo limitado, hasta que el 28 de septiembre de 2010 se estrenó en DVD.
El mismo año, actuó en la película juvenil Fred: The Movie, basada en los vídeos de YouTube de Lucas Cruikshank, Fred Figglehorn, donde hizo de padre de Fred. La película se estrenó en el canal Nickelodeon en septiembre de 2010.
El 8 de abril de 2018, Sylvester Stallone confirma la presencia de Cena en el reparto de Los Indestructibles 4.

### Apariciones especiales

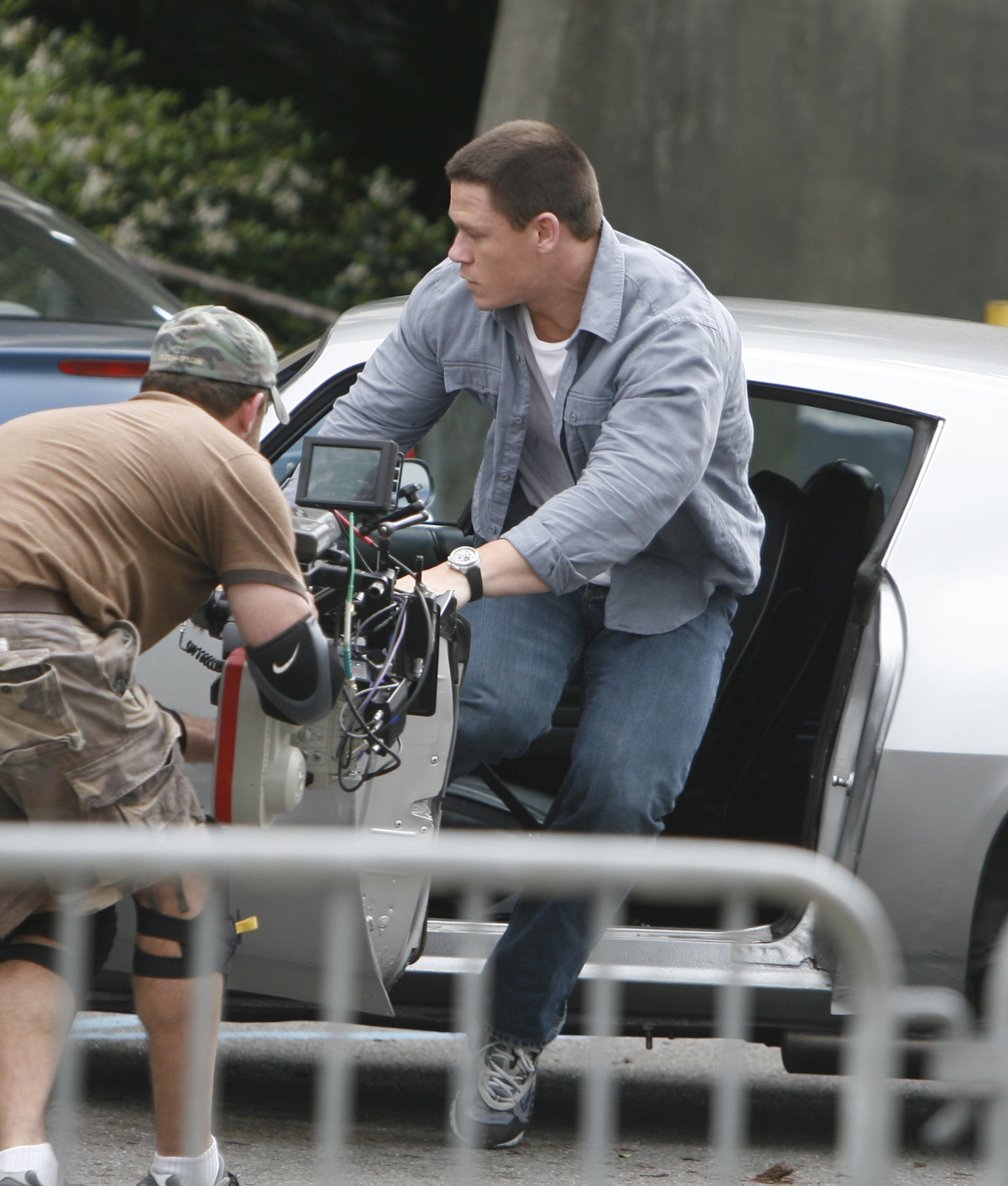
John Cena en el rodaje de 12 Rounds.

Antes de su debut en la WWE, apareció en 2002 en el programa de Internet Go Sick como Bruebaker, un furioso luchador profesional.
Durante su carrera en WWE, ha aparecido en el programa Jimmy Kimmel Live! tres veces. También ha aparecido en varios programas radiofónicos, incluyendo las versiones de la CBS y XM de Opie and Anthony el 10 de octubre de 2006. Otras apariciones incluyen Late Night with Conan O'Brien, Fuse's Celebrity Playlist, Fox Sports Net's The Best Damn Sports Show Period, MADtv, G4's Training Camp (junto a Shelton Benjamin) y dos apariciones en el programa de la MTV Punk'd (agosto de 2006 y mayo de 2007), como la víctima de una broma de cámara oculta. También copresentó, junto a Hulk Hogan en 2005 los Teen Choice Awards, como el juez invitado durante la tercera semana de la temporada de 2006 Nashville Star y apareció en los 2007 Nickelodeon UK Kids Choice Awards.
En enero de 2007, Cena, Batista y Ashley Massaro representaron a la WWE en un episodio de Extreme Makeover: Home Edition, entregándoles a los hijos de las familias cuyas casas habían sido renovadas productos de la WWE y entradas para WrestleMania 23. Dos meses después, él y Bobby Lashley aparecieron en el programa de la NBC Deal or No Deal como el «soporte moral» del concursante Rick «Sign Guy» Achberger. En ese programa, Edge y Randy Orton representaron a los antagonistas. El 9 de abril de 2008, junto a Triple H y Chris Jericho, aparecieron en Idol Gives Back. En marzo de 2009, hizo una aparición en Saturday Night Live durante los créditos de apertura. El 7 de marzo de 2009, fue el invitado del concurso de la NPR Wait Wait... Don't Tell Me! en una secuendia titulada «Sure, pro wrestling is a good gig, but when you win, do they throw teddy bears into the ring?».

### Televisión

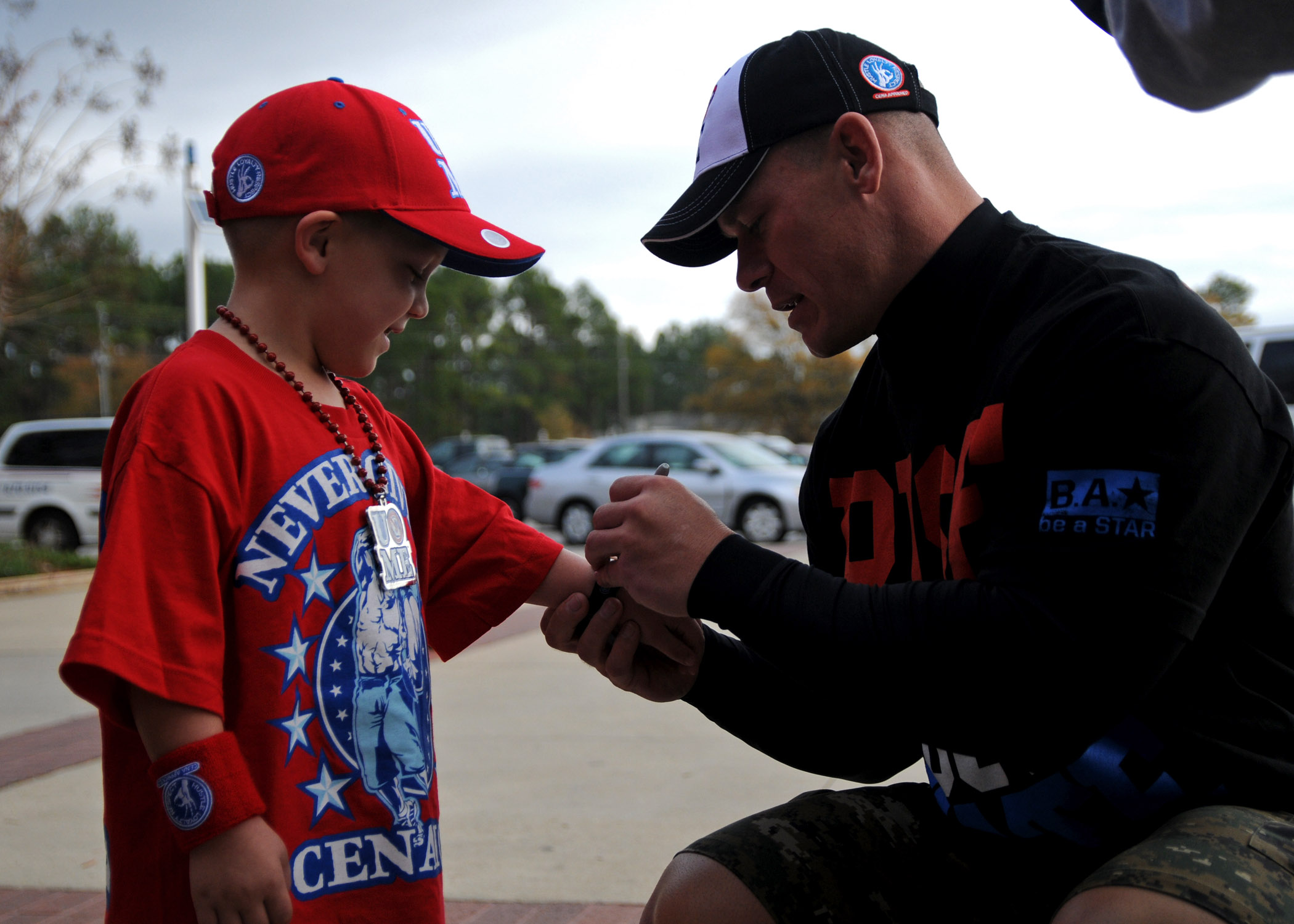
Cena firmándole a un niño mercancía de la WWE.

En 2001, cuando entrenaba en la Ultimate Pro Wrestling y Ohio Valley Wrestling, apareció en el reality show de la UPN Manhunt. Cena fue Big Tim Kingman, líder del grupo de cazarrecompensas que tenían que cazar a los concursantes, que hacían de fugitivos. Sin embargo, el programa tuvo una gran polémica debido a que se dijo que se intentaba eliminar intencionadamente a ciertos concursantes, escenas que volvieron a ser grabadas para tener más dramatismo o que los concursantes tenían un guion.
Cena también ha aparecido en el programa de Jimmy Fallon, y ha dicho que tiene una gran admiración y respeto al grupo de K-pop BTS, Cena también agregó que era una gran fanático (ARMY), y esto conmocionó a todo el grupo de fanes.
También apareció en la serie de la ABC Fast Cars and Superstars: The Gillette Young Guns Celebrity Race, emitida en junio de 2007, terminando tercero cuando fue eliminado el 24 de junio. El día después de que el documental se emitiera, la WWE acusó a la CNN de sacar las declaraciones de Cena fuera de contexto, lo cual se resolvió cuando se emitió un vídeo no editado grabado por las cámaras de la WWE desde otro ángulo, donde podía oírse, antes de su respuesta, un «Absolutely not». Más tarde, en una entrevista publicada en la página web, Cena dijo que la cadena debería disculparse por lo ocurrido, a lo que la CNN se negó, diciendo que creyeron que la verdadera respuesta a la pregunta empezó con la frase «My answer to that question...» (Mi respuesta a esa pregunta...). Finalmente, la CNN editó su entrevista incluyendo el "Absolutely not".
También presentó los Nickelodeon Kids Choice Awards con Natalie Bassingthwaighte el 11 de octubre de 2008 en Melbourne, Australia. Apareció en la cuarta temporada de la serie Psych como Ewan O'Hara, el hermano de Juliet O'Hara. También apareció en el séptimo episodio de la serie de Disney Channel Hannah Montana Forever como él mismo.Aparece en el reality show Total Divas desde su estrenó el 28 de julio de 2013 hasta la fecha actual.

## Carrera como músico

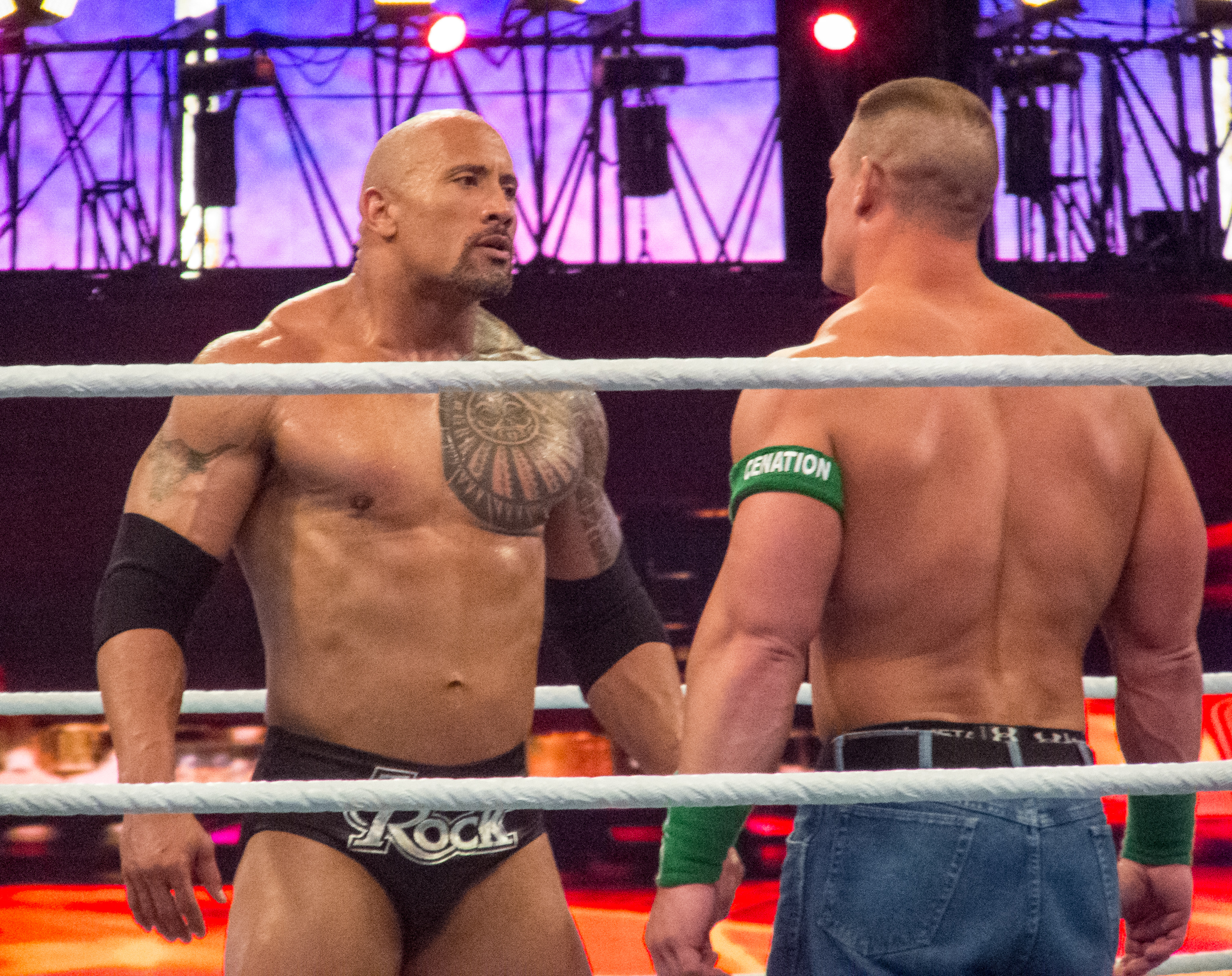
The rock vs John Cena

Además de su carrera como luchador profesional y actor, Cena también es cantante de rap. Él mismo hizo su quinto tema de entrada «Basic Thugonomics», siendo incluido en el álbum de temas de WWE WWE Originals. También grabó la canción «Untouchables» para el siguiente álbum de la compañía WWE ThemeAddict: The Music, Vol. 6. Ha colaborado además para hacer el remix de la canción H-U-S-T-L-E junto a Murs, E-40 y Chingo Bling.
Su primer álbum, You Can't See Me, lo grabó con su primo. Este incluye, junto a otras canciones, su tema de entrada «The Time is Now» y el sencillo «Bad, Bad Man».
En octubre de 2014, Cena apareció en dos canciones con el rapero Wiz Khalifa para sus dos sencillos "All Day" y "Breaks" para la banda sonora del videojuego WWE 2K15.
En 2022, como parte de la banda sonora de Peacemaker dio una interpretación de "Home Sweet Home" del grupo Mötley Crüe mediante piano.

## Vida personal
Cena reside en Land o' Lakes, Florida.
Mientras promocionaba su película de 2009, 12 Rounds, Cena anunció su compromiso con Elizabeth Huberdeau. Se casaron el 11 de julio de 2009. El 1 de mayo de 2012, Cena le pidió el divorcio, el cual fue finalizado ese mismo mes. Ese mismo año, comenzó a salir con su compañera de profesión Nikki Bella. Se comprometieron el 2 de abril de 2017 pero terminaron su relación en abril de 2018. Su boda habría tenido lugar el 5 de mayo de 2018. El 12 de octubre de 2020, Cena se casó con Shay Shariatzadeh en una ceremonia privada en Tampa, Florida.
Ha dicho varias veces que no quiere tener hijos porque no quiere ser un padre ausente mientras se concentra en su carrera.
Cena es fan del anime y ha dicho que Fist of the North Star es su película de anime favorita. También juega a videojuegos, citando Command & Conquer como su favorito. Cena apoya a numerosos equipos deportivos de su ciudad natal como los Boston Bruins, los Boston Celtics, los Boston Red Sox, y losNew England Patriots, como también el equipo de fútbol Tottenham Hotspur FC.
Tiene más de 20 muscle cars y muchos de ellos son raros de encontrar. En diciembre de 2017, la Ford Motor Company demandó a Cena por vender su Ford GT 2017, violando el acuerdo de compra.
Cena comenzó a aprender mandarín en 2016 para ayudar a que WWE expandiera su dominio, y habló ese idioma en una conferencia de prensa en China. También reveló en abril de 2018 que había aprendido a tocar el piano. En julio de 2018, Cena se mudó brevemente a China, concretamente a Yinchuan. Explicó que viviría ahí cinco meses para filmar una película con Jackie Chan. La filmación terminó en noviembre de 2018.
Cena ha cumplido más de 500 deseos para la Fundación de Arizona para niños con enfermedades terminales Make-A-Wish Foundation, siendo la persona que más deseos ha cumplido en la historia de la fundación. En 2009, le dieron en Chris Greicius Celebrity Award.
En 2025, Cena reveló que anteriormente tuvo cáncer de piel.

## En el cuadrilátero

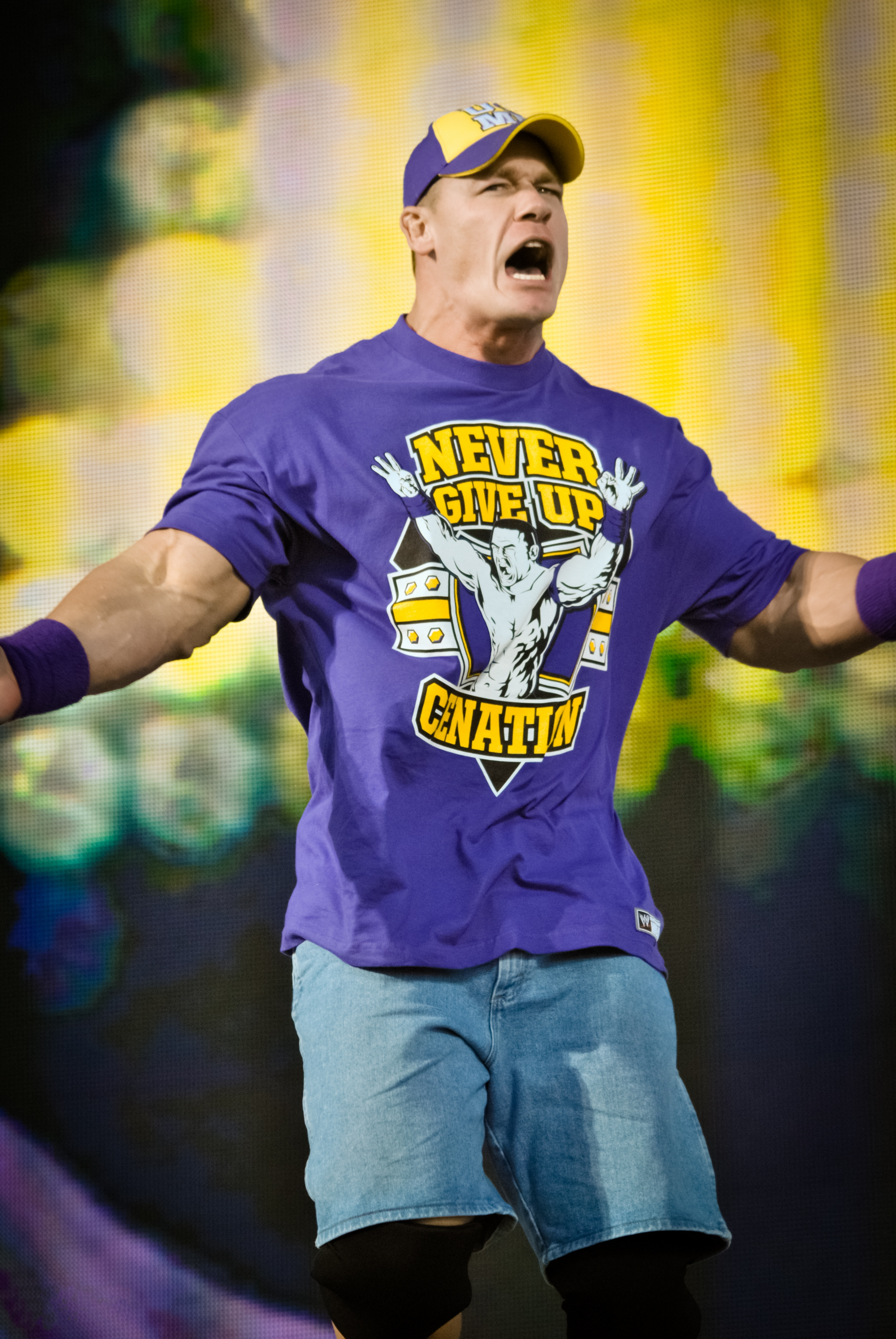
Cena en 2010, con una camiseta que muestra el lema «Never Give Up».

En sus inicios, su gimmick consistía en un personaje llamado «The Prototype», que él mismo describió como «mitad hombre, mitad máquina». Asimismo, también dijo en el programa The Graham Norton Show: «Solía hablar de forma monótona y decía cosas de manera autoritaria. Y cuando decía cosas como “¡Voy a patear tu trasero este domingo!”, hacía como si estuviera rebobinando y lo decía de nuevo». Cena declaró en la misma entrevista que esta costumbre «no funcionó», si bien solo tomó esta personalidad en la UPW y en luchas no televisadas de la WWE. En 2002 adoptó el nombre de «Doctor of Thuganomics», a la par que su personaje era el de un rapero que vestía con camisetas, gorras del revés y una cadena al cuello, que a veces usaba para atacar a su rival cuando el árbitro no miraba. Según el propio Cena, su «miedo al despido» le llevó a escoger este gimmick, mientras que la idea surgió luego de que Stephanie McMahon le pidiera que improvisara unas rimas durante un viaje en autobús con motivo de una gira. Entonces, empleó por primera vez a este personaje en el evento especial de SmackDown por Halloween, a la vez que comenzó a hacer batallas de rap con otros luchadores, donde él y su oponente se turnaban. Por otro lado, en 2006, después de protagonizar la película The Marine, cambió su personaje por uno al estilo militar, con chapas de identificación y pantalones cortos de camuflaje, así como la ejecución de un saludo dirigido al público durante su entrada al ring. En una entrevista dijo lo siguiente al respecto: «Todas las noches cuando hago ese gesto, también es una señal de respeto a los hombres y mujeres que visten el uniforme de las Fuerzas Armadas». En tres ocasiones puntuales Cena volvió a su gimmick de Doctor of Thuganomics: contra The Rock en 2012 y en WrestleMania 35 y 36.
A lo largo de su carrera en la WWE, Cena siempre ha interpretado a un personaje heroico (face), a excepción del periodo 2002-03. De igual manera, suele usar una variedad de gorras y camisetas personalizadas, que lucen algunos lemas como «Never Give Up» —«Nunca te rindas», en español—, «You Can't See Me» —«No me puedes ver»— o «Hustle, Loyalty, Respect» —«Empuje, lealtad y respeto»—. En sus inicios vestía camisetas retro, como la del viejo logotipo dorado de la empresa, así como otras que reflejaban la cultura del hip hop. Por otro lado, tiene un historial de regresar de lesiones antes de lo esperado, sobre lo que el reportero de ESPN David Shoemaker dijo: «Nunca subestimes las habilidades de recuperación de Cena. Está en algún lugar en la escala de recuperación entre la terapia con plasma rico en plaquetas alemán y Deadpool». Asimismo, sobre su fuerza, su compañero The Big Show relató que se sentía «más estable al ser levantado por Cena», a pesar de que este era más de noventa kilogramos más liviano y casi treinta centímetros más bajo. A su vez, su tema de entrada es «The Time is Now», grabada por él mismo en 2005 para su álbum You Can't See Me, mientras que su llegada al ring consiste en una carrera hasta el cuadrilátero, donde lanza su gorra al público y sube los brazos para hacer la seña V. Antes hacía el gesto del okey, pero en febrero de 2020 dejó de utilizarlo por supuestas controversias al respecto, aunque sí conserva el «You Can’t See Me», que consiste en poner la mano abierta a la altura de la cara y moverla de un lado a otro. Anteriormente utilizó los temas musicales «Basic Thuganomics» (de él mismo), de marzo de 2003 a marzo de 2005, «Insert Bass Here» (DJ Case), de noviembre de 2002 a febrero de 2003, y «Slam Smack» (Ross Hardy), de junio a noviembre de 2002.
Por otro lado, en cuanto a sus movimientos en el cuadrilátero, desde octubre de 2002, uno de sus remates es el «Attitude Adjustment», que se basa en el «fireman's carry takeover», es decir, llevarse al oponente al hombro y después lanzarlo. Otro que utiliza, esta vez desde noviembre de 2005, es el «STF», una sumisión que consiste en dejar al rival boca abajo y agarrar su pierna, sujetando su tobillo entre las pantorrillas, para entrelazar las manos bajo su cabeza, tirando de ella hacia atrás para producir dolor. De igual manera, durante su carrera, ha sido conocido por terminar sus combates con una secuencia denominada «los cinco movimientos de la perdición», que suelen ir en el siguiente orden: «flying shoulder block», «sit-out hip toss», «side-release spinout powerbomb», «Five Knuckle Shuffle» («fist drop») y «Attitude Adjustment». En octubre de 2018 añadió un sexto movimiento, conocido como «Shǎndiàn Quántóu» o «Lightning Fist», que es un puñetazo de alta potencia contra la cara del oponente. Cena aprendió esta nueva técnica durante su viaje a China, donde compartió con el equipo de especialistas del actor Jackie Chan, que le enseñaron bajiquan. Asimismo, en sus inicios, de 1999 a junio de 2002, su remate era el «Protobomb», que viene a ser un «spin-out powerbomb». Si bien, en un principio el «Attitude Adjustment» tenía el nombre de «Fuck You» (abreviado como «FU»), como burla al remate de Brock Lesnar, el «F5», con el cambio a la era PG en 2008, se adaptó el nombre para evitar el insulto. Otros movimientos que Cena suele realizar son «tornado DDT», «springboard stunner», «fisherman suplex», «one-handed bulldog» y «sunset flip powerbomb», por ejemplo.
|                                     |
| Remate «Attitude Adjustment» a Kane |

|                        |
| Sumisión «STF» a Rusev |

|                                            |
| «Five Knuckle Shuffle» sobre Dolph Ziggler |

|                                   |
| «Spin-out powerbomb» a Alex Riley |

|                                          |
| Burla «You Can't See Me» a Chris Masters |

## Campeonatos y logros
- Ohio Valley Wrestling
  - OVW Heavyweight Championship (1 vez)[265]
  - OVW Southern Tag Team Championship (1 vez) – con Rico Constantino[266]

- World Wrestling Entertainment/WWE
  - Undisputed WWE Championship (1 vez)
  - WWE Championship (14 veces, actual,récord)[267]
  - World Heavyweight Championship (3 veces)[268]
  - WWE United States Championship (5 veces)[269][270]
  - World Tag Team Championship (2 veces) – con Shawn Michaels (1) y Batista (1)[271]
  - WWE Tag Team Championship (2 veces) – con David Otunga (1) y The Miz (1)[272]
  - Royal Rumble (2008 y 2013)
  - Money in the Bank (2012)
  - Elimination Chamber (2006, 2010, 2011, 2025)[273][274][275]
  - Slammy Award (10 veces)[276]
    - Game Changer of the Year (2011) – con The Rock[277]
    - Hero in All of Us (2015)[278]
    - Holy $#!+ Move of the Year (2010) – Sending Batista through the stage with an Attitude Adjustment[279]
    - Insult of the Year (2012) – To Dolph Ziggler and Vickie Guerrero: "You're the exact opposite. One enjoys eating a lot of nuts and the other is still trying to find his"[280]
    - Kiss of the Year (2012) – con AJ Lee[280]
    - Match of the Year (2013, 2014) – vs. The Rock for the WWE Championship at WrestleMania 29, Team Cena vs. Team Authority at Survivor Series[281][282]
    - Superstar of the Year (2009, 2010, 2012)[279][283][284]

- Pro Wrestling Illustrated
  - Luchador del año (2006)[285]
  - Luchador del año (2007)[286]
  - Lucha del año (2007) vs. Shawn Michaels (Raw, 23 de abril)
  - Lucha del año (2011) vs. CM Punk (Money in the Bank, 17 de julio)
  - Lucha del año (2013) vs. Daniel Bryan (SummerSlam, 17 de agosto)
  - Lucha del año (2014) vs. Bray Wyatt (Payback, 1 de junio)
  - Lucha del año (2016) vs. AJ Styles (SummerSlam, 21 de agosto)
  - Feudo del año (2006) vs. Edge[287]
  - Feudo del año (2011) vs. CM Punk[288]
  - Luchador más popular del año (2004)[289]
  - Luchador más popular del año (2005)[289]
  - Luchador más popular del año (2007)[289]
  - Luchador más popular del año (2012)[289]
  - Luchador que más ha mejorado del año (2003)[290]
  - Situado en el Nº281 en los PWI 500 de 2001[291]
  - Situado en el Nº46 en los PWI 500 de 2002[292]
  - Situado en el Nº12 en los PWI 500 de 2003[293]
  - Situado en el Nº7 en los PWI 500 de 2004[294]
  - Situado en el Nº2 en los PWI 500 de 2005[295]
  - Situado en el Nº1 en los PWI 500 de 2006[296]
  - Situado en el Nº1 en los PWI 500 de 2007[297]
  - Situado en el Nº9 en los PWI 500 de 2008[298]
  - Situado en el Nº3 en los PWI 500 de 2009[299]
  - Situado en el Nº2 en los PWI 500 de 2010[300]
  - Situado en el Nº3 en los PWI 500 de 2011[301]
  - Situado en el Nº3 en los PWI 500 de 2012[302]
  - Situado en el Nº1 en los PWI 500 de 2013[303]
  - Situado en el Nº3 en los PWI 500 de 2014[304]
  - Situado en el Nº2 en los PWI 500 de 2015[305]
  - Situado en el Nº10 en los PWI 500 de 2016[306]
  - Situado en el Nº19 en los PWI 500 de 2017[307]
  - Situado en el Nº20 en los PWI 500 de 2018[308]

- Wrestling Observer Newsletter
  - Lucha de 5 estrellas; vs. CM Punk (Money in the Bank, 17 de julio de 2011)
  - Lucha de 5 estrellas; vs. Cody Rhodes (SummerSlam, 3 de agosto de 2025)
  - Luchador del año - 2007[309][310]
  - Luchador del año - 2010[309]
  - Mejor personaje - 2003, Rapero[311]
  - Luchador más carismático - 2006[312]
  - Luchador más carismático - 2007[312]
  - Luchador más carismático - 2008[312]
  - Luchador menos favorito de los lectores - 2010[312]
  - Mejor en entrevistas - 2007[313]
  - Luchador que más dinero genera - 2007[310]
  - Feudo del año - 2011, vs. CM Punk[314]
  - Lucha del año - 2011 vs. CM Punk (Money in the Bank, 17 de julio)[315]
  - Peor lucha del año - vs. John Laurinaitis
  - Peor feudo del año - vs. Kane
  - Wrestling Observer Newsletter Hall of Fame (Clase of 2012)[316]
  - Situado en Nº6 del WON Luchador de la década (2000–2009)[317]
  - Situado en Nº2 del WON Luchador que más dinero genera de la década (2000–2009)[318]
  - Situado en Nº5 del WON Mejor en entrevistas de la década (2000–2009)[319]
  - Situado en Nº1 del WON Luchador más carismático de la década (2000–2009)[319]